# Thalassophonea
Thalassophonea a Pliosauridae család kládja, mely olyan fajokat foglal magába melyek a közép jura időszak, és a korai késő kréta időszak között éltek a mai Ausztrália, Európa Észak- és Dél-Amerikában. A Thalassophonea rendszertani csoportot Roger Benson és Patrick Druckenmiller állította fel 2013-ban. A neve a görög thalassa (θάλασσα), "tenger", és phoneus (φονεύς), "gyilkos" szavakból ered. Maga a klád definíció szerint magában foglalja azokan a taxonokat, melyek közelebbi rokonságban állnak a Pliosaurus brachydeirus fajhoz mint a Marmornectes candrewi fajhoz. A tipikus rövidnyakú és nagy fejjel rendelkező taxonokat tartalmazza, melyek a Pliosauridae családra jellemzőek. 

## Osztályozás
Benson és Druckenmiller (2014) nyomán készült kladogram.
|  | Pliosaurus     |
|  |                |
|  | Gallardosaurus |
|  |                |

|  | Brachauchenius    |
|  |                   |
|  | Kronosaurus       |
|  |                   |
|  | Megacephalosaurus |
|  |                   |

|  | Pliosaurus     |
|  |                |
|  | Gallardosaurus |
|  |                |

|  | Brachauchenius    |
|  |                   |
|  | Kronosaurus       |
|  |                   |
|  | Megacephalosaurus |
|  |                   |

|  | Pliosaurus     |
|  |                |
|  | Gallardosaurus |
|  |                |

|  | Brachauchenius    |
|  |                   |
|  | Kronosaurus       |
|  |                   |
|  | Megacephalosaurus |
|  |                   |

|  | Pliosaurus     |
|  |                |
|  | Gallardosaurus |
|  |                |

|  | Brachauchenius    |
|  |                   |
|  | Kronosaurus       |
|  |                   |
|  | Megacephalosaurus |
|  |                   |

|  | Pliosaurus     |
|  |                |
|  | Gallardosaurus |
|  |                |

|  | Brachauchenius    |
|  |                   |
|  | Kronosaurus       |
|  |                   |
|  | Megacephalosaurus |
|  |                   |

|  | Pliosaurus     |
|  |                |
|  | Gallardosaurus |
|  |                |

|  | Brachauchenius    |
|  |                   |
|  | Kronosaurus       |
|  |                   |
|  | Megacephalosaurus |
|  |                   |

|  | Pliosaurus     |
|  |                |
|  | Gallardosaurus |
|  |                |

|  | Brachauchenius    |
|  |                   |
|  | Kronosaurus       |
|  |                   |
|  | Megacephalosaurus |
|  |                   |

|  | Pliosaurus     |
|  |                |
|  | Gallardosaurus |
|  |                |

|  | Brachauchenius    |
|  |                   |
|  | Kronosaurus       |
|  |                   |
|  | Megacephalosaurus |
|  |                   |

|  | Pliosaurus     |
|  |                |
|  | Gallardosaurus |
|  |                |

|  | Brachauchenius    |
|  |                   |
|  | Kronosaurus       |
|  |                   |
|  | Megacephalosaurus |
|  |                   |

|  | Pliosaurus     |
|  |                |
|  | Gallardosaurus |
|  |                |

|  | Brachauchenius    |
|  |                   |
|  | Kronosaurus       |
|  |                   |
|  | Megacephalosaurus |
|  |                   |

|  | Pliosaurus     |
|  |                |
|  | Gallardosaurus |
|  |                |

|  | Brachauchenius    |
|  |                   |
|  | Kronosaurus       |
|  |                   |
|  | Megacephalosaurus |
|  |                   |

|  | Pliosaurus     |
|  |                |
|  | Gallardosaurus |
|  |                |

|  | Brachauchenius    |
|  |                   |
|  | Kronosaurus       |
|  |                   |
|  | Megacephalosaurus |
|  |                   |

|  | Pliosaurus     |
|  |                |
|  | Gallardosaurus |
|  |                |

|  | Brachauchenius    |
|  |                   |
|  | Kronosaurus       |
|  |                   |
|  | Megacephalosaurus |
|  |                   |

|  | Pliosaurus     |
|  |                |
|  | Gallardosaurus |
|  |                |

|  | Brachauchenius    |
|  |                   |
|  | Kronosaurus       |
|  |                   |
|  | Megacephalosaurus |
|  |                   |

|  | Pliosaurus     |
|  |                |
|  | Gallardosaurus |
|  |                |

|  | Brachauchenius    |
|  |                   |
|  | Kronosaurus       |
|  |                   |
|  | Megacephalosaurus |
|  |                   |

|  | Pliosaurus     |
|  |                |
|  | Gallardosaurus |
|  |                |

|  | Brachauchenius    |
|  |                   |
|  | Kronosaurus       |
|  |                   |
|  | Megacephalosaurus |
|  |                   |

|  | Pliosaurus     |
|  |                |
|  | Gallardosaurus |
|  |                |

|  | Brachauchenius    |
|  |                   |
|  | Kronosaurus       |
|  |                   |
|  | Megacephalosaurus |
|  |                   |

|  | Pliosaurus     |
|  |                |
|  | Gallardosaurus |
|  |                |

|  | Brachauchenius    |
|  |                   |
|  | Kronosaurus       |
|  |                   |
|  | Megacephalosaurus |
|  |                   |

|  | Pliosaurus     |
|  |                |
|  | Gallardosaurus |
|  |                |

|  | Brachauchenius    |
|  |                   |
|  | Kronosaurus       |
|  |                   |
|  | Megacephalosaurus |
|  |                   |

|  | Pliosaurus     |
|  |                |
|  | Gallardosaurus |
|  |                |

|  | Brachauchenius    |
|  |                   |
|  | Kronosaurus       |
|  |                   |
|  | Megacephalosaurus |
|  |                   |

|  | Pliosaurus     |
|  |                |
|  | Gallardosaurus |
|  |                |

|  | Brachauchenius    |
|  |                   |
|  | Kronosaurus       |
|  |                   |
|  | Megacephalosaurus |
|  |                   |

|  | Pliosaurus     |
|  |                |
|  | Gallardosaurus |
|  |                |

|  | Brachauchenius    |
|  |                   |
|  | Kronosaurus       |
|  |                   |
|  | Megacephalosaurus |
|  |                   |

|  | Pliosaurus     |
|  |                |
|  | Gallardosaurus |
|  |                |

|  | Brachauchenius    |
|  |                   |
|  | Kronosaurus       |
|  |                   |
|  | Megacephalosaurus |
|  |                   |

|  | Pliosaurus     |
|  |                |
|  | Gallardosaurus |
|  |                |

|  | Brachauchenius    |
|  |                   |
|  | Kronosaurus       |
|  |                   |
|  | Megacephalosaurus |
|  |                   |

|  | Pliosaurus     |
|  |                |
|  | Gallardosaurus |
|  |                |

|  | Brachauchenius    |
|  |                   |
|  | Kronosaurus       |
|  |                   |
|  | Megacephalosaurus |
|  |                   |

|  | Pliosaurus     |
|  |                |
|  | Gallardosaurus |
|  |                |

|  | Brachauchenius    |
|  |                   |
|  | Kronosaurus       |
|  |                   |
|  | Megacephalosaurus |
|  |                   |

|  | Pliosaurus     |
|  |                |
|  | Gallardosaurus |
|  |                |

|  | Brachauchenius    |
|  |                   |
|  | Kronosaurus       |
|  |                   |
|  | Megacephalosaurus |
|  |                   |

|  | Pliosaurus     |
|  |                |
|  | Gallardosaurus |
|  |                |

|  | Brachauchenius    |
|  |                   |
|  | Kronosaurus       |
|  |                   |
|  | Megacephalosaurus |
|  |                   |

|  | Pliosaurus     |
|  |                |
|  | Gallardosaurus |
|  |                |

|  | Brachauchenius    |
|  |                   |
|  | Kronosaurus       |
|  |                   |
|  | Megacephalosaurus |
|  |                   |

|  | Pliosaurus     |
|  |                |
|  | Gallardosaurus |
|  |                |

|  | Brachauchenius    |
|  |                   |
|  | Kronosaurus       |
|  |                   |
|  | Megacephalosaurus |
|  |                   |

|  | Pliosaurus     |
|  |                |
|  | Gallardosaurus |
|  |                |

|  | Brachauchenius    |
|  |                   |
|  | Kronosaurus       |
|  |                   |
|  | Megacephalosaurus |
|  |                   |

|  | Pliosaurus     |
|  |                |
|  | Gallardosaurus |
|  |                |

|  | Brachauchenius    |
|  |                   |
|  | Kronosaurus       |
|  |                   |
|  | Megacephalosaurus |
|  |                   |

|  | Pliosaurus     |
|  |                |
|  | Gallardosaurus |
|  |                |

|  | Brachauchenius    |
|  |                   |
|  | Kronosaurus       |
|  |                   |
|  | Megacephalosaurus |
|  |                   |

|  | Pliosaurus     |
|  |                |
|  | Gallardosaurus |
|  |                |

|  | Brachauchenius    |
|  |                   |
|  | Kronosaurus       |
|  |                   |
|  | Megacephalosaurus |
|  |                   |

|  | Pliosaurus     |
|  |                |
|  | Gallardosaurus |
|  |                |

|  | Brachauchenius    |
|  |                   |
|  | Kronosaurus       |
|  |                   |
|  | Megacephalosaurus |
|  |                   |

|  | Pliosaurus     |
|  |                |
|  | Gallardosaurus |
|  |                |

|  | Brachauchenius    |
|  |                   |
|  | Kronosaurus       |
|  |                   |
|  | Megacephalosaurus |
|  |                   |

|  | Pliosaurus     |
|  |                |
|  | Gallardosaurus |
|  |                |

|  | Brachauchenius    |
|  |                   |
|  | Kronosaurus       |
|  |                   |
|  | Megacephalosaurus |
|  |                   |

|  | Pliosaurus     |
|  |                |
|  | Gallardosaurus |
|  |                |

|  | Brachauchenius    |
|  |                   |
|  | Kronosaurus       |
|  |                   |
|  | Megacephalosaurus |
|  |                   |

|  | Pliosaurus     |
|  |                |
|  | Gallardosaurus |
|  |                |

|  | Brachauchenius    |
|  |                   |
|  | Kronosaurus       |
|  |                   |
|  | Megacephalosaurus |
|  |                   |

|  | Pliosaurus     |
|  |                |
|  | Gallardosaurus |
|  |                |

|  | Brachauchenius    |
|  |                   |
|  | Kronosaurus       |
|  |                   |
|  | Megacephalosaurus |
|  |                   |

|  | Pliosaurus     |
|  |                |
|  | Gallardosaurus |
|  |                |

|  | Brachauchenius    |
|  |                   |
|  | Kronosaurus       |
|  |                   |
|  | Megacephalosaurus |
|  |                   |

|  | Pliosaurus     |
|  |                |
|  | Gallardosaurus |
|  |                |

|  | Brachauchenius    |
|  |                   |
|  | Kronosaurus       |
|  |                   |
|  | Megacephalosaurus |
|  |                   |

|  | Pliosaurus     |
|  |                |
|  | Gallardosaurus |
|  |                |

|  | Brachauchenius    |
|  |                   |
|  | Kronosaurus       |
|  |                   |
|  | Megacephalosaurus |
|  |                   |

|  | Pliosaurus     |
|  |                |
|  | Gallardosaurus |
|  |                |

|  | Brachauchenius    |
|  |                   |
|  | Kronosaurus       |
|  |                   |
|  | Megacephalosaurus |
|  |                   |

|  | Pliosaurus     |
|  |                |
|  | Gallardosaurus |
|  |                |

|  | Brachauchenius    |
|  |                   |
|  | Kronosaurus       |
|  |                   |
|  | Megacephalosaurus |
|  |                   |

|  | Pliosaurus     |
|  |                |
|  | Gallardosaurus |
|  |                |

|  | Brachauchenius    |
|  |                   |
|  | Kronosaurus       |
|  |                   |
|  | Megacephalosaurus |
|  |                   |

|  | Pliosaurus     |
|  |                |
|  | Gallardosaurus |
|  |                |

|  | Brachauchenius    |
|  |                   |
|  | Kronosaurus       |
|  |                   |
|  | Megacephalosaurus |
|  |                   |

|  | Pliosaurus     |
|  |                |
|  | Gallardosaurus |
|  |                |

|  | Brachauchenius    |
|  |                   |
|  | Kronosaurus       |
|  |                   |
|  | Megacephalosaurus |
|  |                   |

|  | Pliosaurus     |
|  |                |
|  | Gallardosaurus |
|  |                |

|  | Brachauchenius    |
|  |                   |
|  | Kronosaurus       |
|  |                   |
|  | Megacephalosaurus |
|  |                   |

|  | Pliosaurus     |
|  |                |
|  | Gallardosaurus |
|  |                |

|  | Brachauchenius    |
|  |                   |
|  | Kronosaurus       |
|  |                   |
|  | Megacephalosaurus |
|  |                   |

|  | Pliosaurus     |
|  |                |
|  | Gallardosaurus |
|  |                |

|  | Brachauchenius    |
|  |                   |
|  | Kronosaurus       |
|  |                   |
|  | Megacephalosaurus |
|  |                   |

|  | Pliosaurus     |
|  |                |
|  | Gallardosaurus |
|  |                |

|  | Brachauchenius    |
|  |                   |
|  | Kronosaurus       |
|  |                   |
|  | Megacephalosaurus |
|  |                   |

|  | Pliosaurus     |
|  |                |
|  | Gallardosaurus |
|  |                |

|  | Brachauchenius    |
|  |                   |
|  | Kronosaurus       |
|  |                   |
|  | Megacephalosaurus |
|  |                   |

|  | Pliosaurus     |
|  |                |
|  | Gallardosaurus |
|  |                |

|  | Brachauchenius    |
|  |                   |
|  | Kronosaurus       |
|  |                   |
|  | Megacephalosaurus |
|  |                   |

|  | Pliosaurus     |
|  |                |
|  | Gallardosaurus |
|  |                |

|  | Brachauchenius    |
|  |                   |
|  | Kronosaurus       |
|  |                   |
|  | Megacephalosaurus |
|  |                   |

|  | Pliosaurus     |
|  |                |
|  | Gallardosaurus |
|  |                |

|  | Brachauchenius    |
|  |                   |
|  | Kronosaurus       |
|  |                   |
|  | Megacephalosaurus |
|  |                   |

|  | Pliosaurus     |
|  |                |
|  | Gallardosaurus |
|  |                |

|  | Brachauchenius    |
|  |                   |
|  | Kronosaurus       |
|  |                   |
|  | Megacephalosaurus |
|  |                   |

|  | Pliosaurus     |
|  |                |
|  | Gallardosaurus |
|  |                |

|  | Brachauchenius    |
|  |                   |
|  | Kronosaurus       |
|  |                   |
|  | Megacephalosaurus |
|  |                   |

|  | Pliosaurus     |
|  |                |
|  | Gallardosaurus |
|  |                |

|  | Brachauchenius    |
|  |                   |
|  | Kronosaurus       |
|  |                   |
|  | Megacephalosaurus |
|  |                   |

|  | Pliosaurus     |
|  |                |
|  | Gallardosaurus |
|  |                |

|  | Brachauchenius    |
|  |                   |
|  | Kronosaurus       |
|  |                   |
|  | Megacephalosaurus |
|  |                   |

|  | Pliosaurus     |
|  |                |
|  | Gallardosaurus |
|  |                |

|  | Brachauchenius    |
|  |                   |
|  | Kronosaurus       |
|  |                   |
|  | Megacephalosaurus |
|  |                   |

|  | Pliosaurus     |
|  |                |
|  | Gallardosaurus |
|  |                |

|  | Brachauchenius    |
|  |                   |
|  | Kronosaurus       |
|  |                   |
|  | Megacephalosaurus |
|  |                   |

|  | Pliosaurus     |
|  |                |
|  | Gallardosaurus |
|  |                |

|  | Brachauchenius    |
|  |                   |
|  | Kronosaurus       |
|  |                   |
|  | Megacephalosaurus |
|  |                   |

|  | Pliosaurus     |
|  |                |
|  | Gallardosaurus |
|  |                |

|  | Brachauchenius    |
|  |                   |
|  | Kronosaurus       |
|  |                   |
|  | Megacephalosaurus |
|  |                   |

|  | Pliosaurus     |
|  |                |
|  | Gallardosaurus |
|  |                |

|  | Brachauchenius    |
|  |                   |
|  | Kronosaurus       |
|  |                   |
|  | Megacephalosaurus |
|  |                   |

|  | Pliosaurus     |
|  |                |
|  | Gallardosaurus |
|  |                |

|  | Brachauchenius    |
|  |                   |
|  | Kronosaurus       |
|  |                   |
|  | Megacephalosaurus |
|  |                   |

|  | Pliosaurus     |
|  |                |
|  | Gallardosaurus |
|  |                |

|  | Brachauchenius    |
|  |                   |
|  | Kronosaurus       |
|  |                   |
|  | Megacephalosaurus |
|  |                   |

|  | Pliosaurus     |
|  |                |
|  | Gallardosaurus |
|  |                |

|  | Brachauchenius    |
|  |                   |
|  | Kronosaurus       |
|  |                   |
|  | Megacephalosaurus |
|  |                   |

|  | Pliosaurus     |
|  |                |
|  | Gallardosaurus |
|  |                |

|  | Brachauchenius    |
|  |                   |
|  | Kronosaurus       |
|  |                   |
|  | Megacephalosaurus |
|  |                   |

|  | Pliosaurus     |
|  |                |
|  | Gallardosaurus |
|  |                |

|  | Brachauchenius    |
|  |                   |
|  | Kronosaurus       |
|  |                   |
|  | Megacephalosaurus |
|  |                   |

|  | Pliosaurus     |
|  |                |
|  | Gallardosaurus |
|  |                |

|  | Brachauchenius    |
|  |                   |
|  | Kronosaurus       |
|  |                   |
|  | Megacephalosaurus |
|  |                   |

|  | Pliosaurus     |
|  |                |
|  | Gallardosaurus |
|  |                |

|  | Brachauchenius    |
|  |                   |
|  | Kronosaurus       |
|  |                   |
|  | Megacephalosaurus |
|  |                   |

|  | Pliosaurus     |
|  |                |
|  | Gallardosaurus |
|  |                |

|  | Brachauchenius    |
|  |                   |
|  | Kronosaurus       |
|  |                   |
|  | Megacephalosaurus |
|  |                   |

|  | Pliosaurus     |
|  |                |
|  | Gallardosaurus |
|  |                |

|  | Brachauchenius    |
|  |                   |
|  | Kronosaurus       |
|  |                   |
|  | Megacephalosaurus |
|  |                   |

|  | Pliosaurus     |
|  |                |
|  | Gallardosaurus |
|  |                |

|  | Brachauchenius    |
|  |                   |
|  | Kronosaurus       |
|  |                   |
|  | Megacephalosaurus |
|  |                   |

|  | Pliosaurus     |
|  |                |
|  | Gallardosaurus |
|  |                |

|  | Brachauchenius    |
|  |                   |
|  | Kronosaurus       |
|  |                   |
|  | Megacephalosaurus |
|  |                   |

|  | Pliosaurus     |
|  |                |
|  | Gallardosaurus |
|  |                |

|  | Brachauchenius    |
|  |                   |
|  | Kronosaurus       |
|  |                   |
|  | Megacephalosaurus |
|  |                   |

|  | Pliosaurus     |
|  |                |
|  | Gallardosaurus |
|  |                |

|  | Brachauchenius    |
|  |                   |
|  | Kronosaurus       |
|  |                   |
|  | Megacephalosaurus |
|  |                   |

|  | Pliosaurus     |
|  |                |
|  | Gallardosaurus |
|  |                |

|  | Brachauchenius    |
|  |                   |
|  | Kronosaurus       |
|  |                   |
|  | Megacephalosaurus |
|  |                   |

|  | Pliosaurus     |
|  |                |
|  | Gallardosaurus |
|  |                |

|  | Brachauchenius    |
|  |                   |
|  | Kronosaurus       |
|  |                   |
|  | Megacephalosaurus |
|  |                   |

|  | Pliosaurus     |
|  |                |
|  | Gallardosaurus |
|  |                |

|  | Brachauchenius    |
|  |                   |
|  | Kronosaurus       |
|  |                   |
|  | Megacephalosaurus |
|  |                   |

|  | Pliosaurus     |
|  |                |
|  | Gallardosaurus |
|  |                |

|  | Brachauchenius    |
|  |                   |
|  | Kronosaurus       |
|  |                   |
|  | Megacephalosaurus |
|  |                   |

|  | Pliosaurus     |
|  |                |
|  | Gallardosaurus |
|  |                |

|  | Brachauchenius    |
|  |                   |
|  | Kronosaurus       |
|  |                   |
|  | Megacephalosaurus |
|  |                   |

|  | Pliosaurus     |
|  |                |
|  | Gallardosaurus |
|  |                |

|  | Brachauchenius    |
|  |                   |
|  | Kronosaurus       |
|  |                   |
|  | Megacephalosaurus |
|  |                   |

|  | Pliosaurus     |
|  |                |
|  | Gallardosaurus |
|  |                |

|  | Brachauchenius    |
|  |                   |
|  | Kronosaurus       |
|  |                   |
|  | Megacephalosaurus |
|  |                   |

|  | Pliosaurus     |
|  |                |
|  | Gallardosaurus |
|  |                |

|  | Brachauchenius    |
|  |                   |
|  | Kronosaurus       |
|  |                   |
|  | Megacephalosaurus |
|  |                   |

|  | Pliosaurus     |
|  |                |
|  | Gallardosaurus |
|  |                |

|  | Brachauchenius    |
|  |                   |
|  | Kronosaurus       |
|  |                   |
|  | Megacephalosaurus |
|  |                   |

|  | Pliosaurus     |
|  |                |
|  | Gallardosaurus |
|  |                |

|  | Brachauchenius    |
|  |                   |
|  | Kronosaurus       |
|  |                   |
|  | Megacephalosaurus |
|  |                   |

|  | Pliosaurus     |
|  |                |
|  | Gallardosaurus |
|  |                |

|  | Brachauchenius    |
|  |                   |
|  | Kronosaurus       |
|  |                   |
|  | Megacephalosaurus |
|  |                   |

|  | Pliosaurus     |
|  |                |
|  | Gallardosaurus |
|  |                |

|  | Brachauchenius    |
|  |                   |
|  | Kronosaurus       |
|  |                   |
|  | Megacephalosaurus |
|  |                   |

|  | Pliosaurus     |
|  |                |
|  | Gallardosaurus |
|  |                |

|  | Brachauchenius    |
|  |                   |
|  | Kronosaurus       |
|  |                   |
|  | Megacephalosaurus |
|  |                   |

|  | Pliosaurus     |
|  |                |
|  | Gallardosaurus |
|  |                |

|  | Brachauchenius    |
|  |                   |
|  | Kronosaurus       |
|  |                   |
|  | Megacephalosaurus |
|  |                   |

|  | Pliosaurus     |
|  |                |
|  | Gallardosaurus |
|  |                |

|  | Brachauchenius    |
|  |                   |
|  | Kronosaurus       |
|  |                   |
|  | Megacephalosaurus |
|  |                   |

|  | Pliosaurus     |
|  |                |
|  | Gallardosaurus |
|  |                |

|  | Brachauchenius    |
|  |                   |
|  | Kronosaurus       |
|  |                   |
|  | Megacephalosaurus |
|  |                   |

|  | Pliosaurus     |
|  |                |
|  | Gallardosaurus |
|  |                |

|  | Brachauchenius    |
|  |                   |
|  | Kronosaurus       |
|  |                   |
|  | Megacephalosaurus |
|  |                   |

|  | Pliosaurus     |
|  |                |
|  | Gallardosaurus |
|  |                |

|  | Brachauchenius    |
|  |                   |
|  | Kronosaurus       |
|  |                   |
|  | Megacephalosaurus |
|  |                   |

|  | Pliosaurus     |
|  |                |
|  | Gallardosaurus |
|  |                |

|  | Brachauchenius    |
|  |                   |
|  | Kronosaurus       |
|  |                   |
|  | Megacephalosaurus |
|  |                   |

|  | Pliosaurus     |
|  |                |
|  | Gallardosaurus |
|  |                |

|  | Brachauchenius    |
|  |                   |
|  | Kronosaurus       |
|  |                   |
|  | Megacephalosaurus |
|  |                   |

|  | Pliosaurus     |
|  |                |
|  | Gallardosaurus |
|  |                |

|  | Brachauchenius    |
|  |                   |
|  | Kronosaurus       |
|  |                   |
|  | Megacephalosaurus |
|  |                   |

|  | Pliosaurus     |
|  |                |
|  | Gallardosaurus |
|  |                |

|  | Brachauchenius    |
|  |                   |
|  | Kronosaurus       |
|  |                   |
|  | Megacephalosaurus |
|  |                   |

|  | Pliosaurus     |
|  |                |
|  | Gallardosaurus |
|  |                |

|  | Brachauchenius    |
|  |                   |
|  | Kronosaurus       |
|  |                   |
|  | Megacephalosaurus |
|  |                   |

|  | Pliosaurus     |
|  |                |
|  | Gallardosaurus |
|  |                |

|  | Brachauchenius    |
|  |                   |
|  | Kronosaurus       |
|  |                   |
|  | Megacephalosaurus |
|  |                   |

|  | Pliosaurus     |
|  |                |
|  | Gallardosaurus |
|  |                |

|  | Brachauchenius    |
|  |                   |
|  | Kronosaurus       |
|  |                   |
|  | Megacephalosaurus |
|  |                   |

|  | Pliosaurus     |
|  |                |
|  | Gallardosaurus |
|  |                |

|  | Brachauchenius    |
|  |                   |
|  | Kronosaurus       |
|  |                   |
|  | Megacephalosaurus |
|  |                   |

|  | Pliosaurus     |
|  |                |
|  | Gallardosaurus |
|  |                |

|  | Brachauchenius    |
|  |                   |
|  | Kronosaurus       |
|  |                   |
|  | Megacephalosaurus |
|  |                   |

|  | Pliosaurus     |
|  |                |
|  | Gallardosaurus |
|  |                |

|  | Brachauchenius    |
|  |                   |
|  | Kronosaurus       |
|  |                   |
|  | Megacephalosaurus |
|  |                   |

|  | Pliosaurus     |
|  |                |
|  | Gallardosaurus |
|  |                |

|  | Brachauchenius    |
|  |                   |
|  | Kronosaurus       |
|  |                   |
|  | Megacephalosaurus |
|  |                   |

|  | Pliosaurus     |
|  |                |
|  | Gallardosaurus |
|  |                |

|  | Brachauchenius    |
|  |                   |
|  | Kronosaurus       |
|  |                   |
|  | Megacephalosaurus |
|  |                   |

|  | Pliosaurus     |
|  |                |
|  | Gallardosaurus |
|  |                |

|  | Brachauchenius    |
|  |                   |
|  | Kronosaurus       |
|  |                   |
|  | Megacephalosaurus |
|  |                   |

|  | Pliosaurus     |
|  |                |
|  | Gallardosaurus |
|  |                |

|  | Brachauchenius    |
|  |                   |
|  | Kronosaurus       |
|  |                   |
|  | Megacephalosaurus |
|  |                   |

|  | Pliosaurus     |
|  |                |
|  | Gallardosaurus |
|  |                |

|  | Brachauchenius    |
|  |                   |
|  | Kronosaurus       |
|  |                   |
|  | Megacephalosaurus |
|  |                   |

|  | Pliosaurus     |
|  |                |
|  | Gallardosaurus |
|  |                |

|  | Brachauchenius    |
|  |                   |
|  | Kronosaurus       |
|  |                   |
|  | Megacephalosaurus |
|  |                   |

|  | Pliosaurus     |
|  |                |
|  | Gallardosaurus |
|  |                |

|  | Brachauchenius    |
|  |                   |
|  | Kronosaurus       |
|  |                   |
|  | Megacephalosaurus |
|  |                   |

|  | Pliosaurus     |
|  |                |
|  | Gallardosaurus |
|  |                |

|  | Brachauchenius    |
|  |                   |
|  | Kronosaurus       |
|  |                   |
|  | Megacephalosaurus |
|  |                   |

|  | Pliosaurus     |
|  |                |
|  | Gallardosaurus |
|  |                |

|  | Brachauchenius    |
|  |                   |
|  | Kronosaurus       |
|  |                   |
|  | Megacephalosaurus |
|  |                   |

|  | Pliosaurus     |
|  |                |
|  | Gallardosaurus |
|  |                |

|  | Brachauchenius    |
|  |                   |
|  | Kronosaurus       |
|  |                   |
|  | Megacephalosaurus |
|  |                   |

|  | Pliosaurus     |
|  |                |
|  | Gallardosaurus |
|  |                |

|  | Brachauchenius    |
|  |                   |
|  | Kronosaurus       |
|  |                   |
|  | Megacephalosaurus |
|  |                   |

|  | Pliosaurus     |
|  |                |
|  | Gallardosaurus |
|  |                |

|  | Brachauchenius    |
|  |                   |
|  | Kronosaurus       |
|  |                   |
|  | Megacephalosaurus |
|  |                   |

|  | Pliosaurus     |
|  |                |
|  | Gallardosaurus |
|  |                |

|  | Brachauchenius    |
|  |                   |
|  | Kronosaurus       |
|  |                   |
|  | Megacephalosaurus |
|  |                   |

|  | Pliosaurus     |
|  |                |
|  | Gallardosaurus |
|  |                |

|  | Brachauchenius    |
|  |                   |
|  | Kronosaurus       |
|  |                   |
|  | Megacephalosaurus |
|  |                   |

|  | Pliosaurus     |
|  |                |
|  | Gallardosaurus |
|  |                |

|  | Brachauchenius    |
|  |                   |
|  | Kronosaurus       |
|  |                   |
|  | Megacephalosaurus |
|  |                   |

|  | Pliosaurus     |
|  |                |
|  | Gallardosaurus |
|  |                |

|  | Brachauchenius    |
|  |                   |
|  | Kronosaurus       |
|  |                   |
|  | Megacephalosaurus |
|  |                   |

|  | Pliosaurus     |
|  |                |
|  | Gallardosaurus |
|  |                |

|  | Brachauchenius    |
|  |                   |
|  | Kronosaurus       |
|  |                   |
|  | Megacephalosaurus |
|  |                   |

|  | Pliosaurus     |
|  |                |
|  | Gallardosaurus |
|  |                |

|  | Brachauchenius    |
|  |                   |
|  | Kronosaurus       |
|  |                   |
|  | Megacephalosaurus |
|  |                   |

|  | Pliosaurus     |
|  |                |
|  | Gallardosaurus |
|  |                |

|  | Brachauchenius    |
|  |                   |
|  | Kronosaurus       |
|  |                   |
|  | Megacephalosaurus |
|  |                   |

|  | Pliosaurus     |
|  |                |
|  | Gallardosaurus |
|  |                |

|  | Brachauchenius    |
|  |                   |
|  | Kronosaurus       |
|  |                   |
|  | Megacephalosaurus |
|  |                   |

|  | Pliosaurus     |
|  |                |
|  | Gallardosaurus |
|  |                |

|  | Brachauchenius    |
|  |                   |
|  | Kronosaurus       |
|  |                   |
|  | Megacephalosaurus |
|  |                   |

|  | Pliosaurus     |
|  |                |
|  | Gallardosaurus |
|  |                |

|  | Brachauchenius    |
|  |                   |
|  | Kronosaurus       |
|  |                   |
|  | Megacephalosaurus |
|  |                   |

|  | Pliosaurus     |
|  |                |
|  | Gallardosaurus |
|  |                |

|  | Brachauchenius    |
|  |                   |
|  | Kronosaurus       |
|  |                   |
|  | Megacephalosaurus |
|  |                   |

|  | Pliosaurus     |
|  |                |
|  | Gallardosaurus |
|  |                |

|  | Brachauchenius    |
|  |                   |
|  | Kronosaurus       |
|  |                   |
|  | Megacephalosaurus |
|  |                   |

|  | Pliosaurus     |
|  |                |
|  | Gallardosaurus |
|  |                |

|  | Brachauchenius    |
|  |                   |
|  | Kronosaurus       |
|  |                   |
|  | Megacephalosaurus |
|  |                   |

|  | Pliosaurus     |
|  |                |
|  | Gallardosaurus |
|  |                |

|  | Brachauchenius    |
|  |                   |
|  | Kronosaurus       |
|  |                   |
|  | Megacephalosaurus |
|  |                   |

|  | Pliosaurus     |
|  |                |
|  | Gallardosaurus |
|  |                |

|  | Brachauchenius    |
|  |                   |
|  | Kronosaurus       |
|  |                   |
|  | Megacephalosaurus |
|  |                   |

|  | Pliosaurus     |
|  |                |
|  | Gallardosaurus |
|  |                |

|  | Brachauchenius    |
|  |                   |
|  | Kronosaurus       |
|  |                   |
|  | Megacephalosaurus |
|  |                   |

|  | Pliosaurus     |
|  |                |
|  | Gallardosaurus |
|  |                |

|  | Brachauchenius    |
|  |                   |
|  | Kronosaurus       |
|  |                   |
|  | Megacephalosaurus |
|  |                   |

|  | Pliosaurus     |
|  |                |
|  | Gallardosaurus |
|  |                |

|  | Brachauchenius    |
|  |                   |
|  | Kronosaurus       |
|  |                   |
|  | Megacephalosaurus |
|  |                   |

|  | Pliosaurus     |
|  |                |
|  | Gallardosaurus |
|  |                |

|  | Brachauchenius    |
|  |                   |
|  | Kronosaurus       |
|  |                   |
|  | Megacephalosaurus |
|  |                   |

|  | Pliosaurus     |
|  |                |
|  | Gallardosaurus |
|  |                |

|  | Brachauchenius    |
|  |                   |
|  | Kronosaurus       |
|  |                   |
|  | Megacephalosaurus |
|  |                   |

|  | Pliosaurus     |
|  |                |
|  | Gallardosaurus |
|  |                |

|  | Brachauchenius    |
|  |                   |
|  | Kronosaurus       |
|  |                   |
|  | Megacephalosaurus |
|  |                   |

|  | Pliosaurus     |
|  |                |
|  | Gallardosaurus |
|  |                |

|  | Brachauchenius    |
|  |                   |
|  | Kronosaurus       |
|  |                   |
|  | Megacephalosaurus |
|  |                   |

|  | Pliosaurus     |
|  |                |
|  | Gallardosaurus |
|  |                |

|  | Brachauchenius    |
|  |                   |
|  | Kronosaurus       |
|  |                   |
|  | Megacephalosaurus |
|  |                   |

|  | Pliosaurus     |
|  |                |
|  | Gallardosaurus |
|  |                |

|  | Brachauchenius    |
|  |                   |
|  | Kronosaurus       |
|  |                   |
|  | Megacephalosaurus |
|  |                   |

|  | Pliosaurus     |
|  |                |
|  | Gallardosaurus |
|  |                |

|  | Brachauchenius    |
|  |                   |
|  | Kronosaurus       |
|  |                   |
|  | Megacephalosaurus |
|  |                   |

|  | Pliosaurus     |
|  |                |
|  | Gallardosaurus |
|  |                |

|  | Brachauchenius    |
|  |                   |
|  | Kronosaurus       |
|  |                   |
|  | Megacephalosaurus |
|  |                   |

|  | Pliosaurus     |
|  |                |
|  | Gallardosaurus |
|  |                |

|  | Brachauchenius    |
|  |                   |
|  | Kronosaurus       |
|  |                   |
|  | Megacephalosaurus |
|  |                   |

|  | Pliosaurus     |
|  |                |
|  | Gallardosaurus |
|  |                |

|  | Brachauchenius    |
|  |                   |
|  | Kronosaurus       |
|  |                   |
|  | Megacephalosaurus |
|  |                   |

|  | Pliosaurus     |
|  |                |
|  | Gallardosaurus |
|  |                |

|  | Brachauchenius    |
|  |                   |
|  | Kronosaurus       |
|  |                   |
|  | Megacephalosaurus |
|  |                   |

|  | Pliosaurus     |
|  |                |
|  | Gallardosaurus |
|  |                |

|  | Brachauchenius    |
|  |                   |
|  | Kronosaurus       |
|  |                   |
|  | Megacephalosaurus |
|  |                   |

|  | Pliosaurus     |
|  |                |
|  | Gallardosaurus |
|  |                |

|  | Brachauchenius    |
|  |                   |
|  | Kronosaurus       |
|  |                   |
|  | Megacephalosaurus |
|  |                   |

|  | Pliosaurus     |
|  |                |
|  | Gallardosaurus |
|  |                |

|  | Brachauchenius    |
|  |                   |
|  | Kronosaurus       |
|  |                   |
|  | Megacephalosaurus |
|  |                   |

|  | Pliosaurus     |
|  |                |
|  | Gallardosaurus |
|  |                |

|  | Brachauchenius    |
|  |                   |
|  | Kronosaurus       |
|  |                   |
|  | Megacephalosaurus |
|  |                   |

|  | Pliosaurus     |
|  |                |
|  | Gallardosaurus |
|  |                |

|  | Brachauchenius    |
|  |                   |
|  | Kronosaurus       |
|  |                   |
|  | Megacephalosaurus |
|  |                   |

|  | Pliosaurus     |
|  |                |
|  | Gallardosaurus |
|  |                |

|  | Brachauchenius    |
|  |                   |
|  | Kronosaurus       |
|  |                   |
|  | Megacephalosaurus |
|  |                   |

|  | Pliosaurus     |
|  |                |
|  | Gallardosaurus |
|  |                |

|  | Brachauchenius    |
|  |                   |
|  | Kronosaurus       |
|  |                   |
|  | Megacephalosaurus |
|  |                   |

|  | Pliosaurus     |
|  |                |
|  | Gallardosaurus |
|  |                |

|  | Brachauchenius    |
|  |                   |
|  | Kronosaurus       |
|  |                   |
|  | Megacephalosaurus |
|  |                   |

|  | Pliosaurus     |
|  |                |
|  | Gallardosaurus |
|  |                |

|  | Brachauchenius    |
|  |                   |
|  | Kronosaurus       |
|  |                   |
|  | Megacephalosaurus |
|  |                   |

|  | Pliosaurus     |
|  |                |
|  | Gallardosaurus |
|  |                |

|  | Brachauchenius    |
|  |                   |
|  | Kronosaurus       |
|  |                   |
|  | Megacephalosaurus |
|  |                   |

|  | Pliosaurus     |
|  |                |
|  | Gallardosaurus |
|  |                |

|  | Brachauchenius    |
|  |                   |
|  | Kronosaurus       |
|  |                   |
|  | Megacephalosaurus |
|  |                   |

|  | Pliosaurus     |
|  |                |
|  | Gallardosaurus |
|  |                |

|  | Brachauchenius    |
|  |                   |
|  | Kronosaurus       |
|  |                   |
|  | Megacephalosaurus |
|  |                   |

|  | Pliosaurus     |
|  |                |
|  | Gallardosaurus |
|  |                |

|  | Brachauchenius    |
|  |                   |
|  | Kronosaurus       |
|  |                   |
|  | Megacephalosaurus |
|  |                   |

|  | Pliosaurus     |
|  |                |
|  | Gallardosaurus |
|  |                |

|  | Brachauchenius    |
|  |                   |
|  | Kronosaurus       |
|  |                   |
|  | Megacephalosaurus |
|  |                   |

|  | Pliosaurus     |
|  |                |
|  | Gallardosaurus |
|  |                |

|  | Brachauchenius    |
|  |                   |
|  | Kronosaurus       |
|  |                   |
|  | Megacephalosaurus |
|  |                   |

|  | Pliosaurus     |
|  |                |
|  | Gallardosaurus |
|  |                |

|  | Brachauchenius    |
|  |                   |
|  | Kronosaurus       |
|  |                   |
|  | Megacephalosaurus |
|  |                   |

|  | Pliosaurus     |
|  |                |
|  | Gallardosaurus |
|  |                |

|  | Brachauchenius    |
|  |                   |
|  | Kronosaurus       |
|  |                   |
|  | Megacephalosaurus |
|  |                   |

|  | Pliosaurus     |
|  |                |
|  | Gallardosaurus |
|  |                |

|  | Brachauchenius    |
|  |                   |
|  | Kronosaurus       |
|  |                   |
|  | Megacephalosaurus |
|  |                   |

|  | Pliosaurus     |
|  |                |
|  | Gallardosaurus |
|  |                |

|  | Brachauchenius    |
|  |                   |
|  | Kronosaurus       |
|  |                   |
|  | Megacephalosaurus |
|  |                   |

|  | Pliosaurus     |
|  |                |
|  | Gallardosaurus |
|  |                |

|  | Brachauchenius    |
|  |                   |
|  | Kronosaurus       |
|  |                   |
|  | Megacephalosaurus |
|  |                   |

|  | Pliosaurus     |
|  |                |
|  | Gallardosaurus |
|  |                |

|  | Brachauchenius    |
|  |                   |
|  | Kronosaurus       |
|  |                   |
|  | Megacephalosaurus |
|  |                   |

|  | Pliosaurus     |
|  |                |
|  | Gallardosaurus |
|  |                |

|  | Brachauchenius    |
|  |                   |
|  | Kronosaurus       |
|  |                   |
|  | Megacephalosaurus |
|  |                   |

|  | Pliosaurus     |
|  |                |
|  | Gallardosaurus |
|  |                |

|  | Brachauchenius    |
|  |                   |
|  | Kronosaurus       |
|  |                   |
|  | Megacephalosaurus |
|  |                   |

|  | Pliosaurus     |
|  |                |
|  | Gallardosaurus |
|  |                |

|  | Brachauchenius    |
|  |                   |
|  | Kronosaurus       |
|  |                   |
|  | Megacephalosaurus |
|  |                   |

|  | Pliosaurus     |
|  |                |
|  | Gallardosaurus |
|  |                |

|  | Brachauchenius    |
|  |                   |
|  | Kronosaurus       |
|  |                   |
|  | Megacephalosaurus |
|  |                   |

|  | Pliosaurus     |
|  |                |
|  | Gallardosaurus |
|  |                |

|  | Brachauchenius    |
|  |                   |
|  | Kronosaurus       |
|  |                   |
|  | Megacephalosaurus |
|  |                   |

|  | Pliosaurus     |
|  |                |
|  | Gallardosaurus |
|  |                |

|  | Brachauchenius    |
|  |                   |
|  | Kronosaurus       |
|  |                   |
|  | Megacephalosaurus |
|  |                   |

|  | Pliosaurus     |
|  |                |
|  | Gallardosaurus |
|  |                |

|  | Brachauchenius    |
|  |                   |
|  | Kronosaurus       |
|  |                   |
|  | Megacephalosaurus |
|  |                   |

|  | Pliosaurus     |
|  |                |
|  | Gallardosaurus |
|  |                |

|  | Brachauchenius    |
|  |                   |
|  | Kronosaurus       |
|  |                   |
|  | Megacephalosaurus |
|  |                   |

|  | Pliosaurus     |
|  |                |
|  | Gallardosaurus |
|  |                |

|  | Brachauchenius    |
|  |                   |
|  | Kronosaurus       |
|  |                   |
|  | Megacephalosaurus |
|  |                   |

|  | Pliosaurus     |
|  |                |
|  | Gallardosaurus |
|  |                |

|  | Brachauchenius    |
|  |                   |
|  | Kronosaurus       |
|  |                   |
|  | Megacephalosaurus |
|  |                   |

|  | Pliosaurus     |
|  |                |
|  | Gallardosaurus |
|  |                |

|  | Brachauchenius    |
|  |                   |
|  | Kronosaurus       |
|  |                   |
|  | Megacephalosaurus |
|  |                   |

|  | Pliosaurus     |
|  |                |
|  | Gallardosaurus |
|  |                |

|  | Brachauchenius    |
|  |                   |
|  | Kronosaurus       |
|  |                   |
|  | Megacephalosaurus |
|  |                   |

|  | Pliosaurus     |
|  |                |
|  | Gallardosaurus |
|  |                |

|  | Brachauchenius    |
|  |                   |
|  | Kronosaurus       |
|  |                   |
|  | Megacephalosaurus |
|  |                   |

|  | Pliosaurus     |
|  |                |
|  | Gallardosaurus |
|  |                |

|  | Brachauchenius    |
|  |                   |
|  | Kronosaurus       |
|  |                   |
|  | Megacephalosaurus |
|  |                   |

|  | Pliosaurus     |
|  |                |
|  | Gallardosaurus |
|  |                |

|  | Brachauchenius    |
|  |                   |
|  | Kronosaurus       |
|  |                   |
|  | Megacephalosaurus |
|  |                   |

|  | Pliosaurus     |
|  |                |
|  | Gallardosaurus |
|  |                |

|  | Brachauchenius    |
|  |                   |
|  | Kronosaurus       |
|  |                   |
|  | Megacephalosaurus |
|  |                   |

|  | Pliosaurus     |
|  |                |
|  | Gallardosaurus |
|  |                |

|  | Brachauchenius    |
|  |                   |
|  | Kronosaurus       |
|  |                   |
|  | Megacephalosaurus |
|  |                   |

|  | Pliosaurus     |
|  |                |
|  | Gallardosaurus |
|  |                |

|  | Brachauchenius    |
|  |                   |
|  | Kronosaurus       |
|  |                   |
|  | Megacephalosaurus |
|  |                   |

|  | Pliosaurus     |
|  |                |
|  | Gallardosaurus |
|  |                |

|  | Brachauchenius    |
|  |                   |
|  | Kronosaurus       |
|  |                   |
|  | Megacephalosaurus |
|  |                   |

|  | Pliosaurus     |
|  |                |
|  | Gallardosaurus |
|  |                |

|  | Brachauchenius    |
|  |                   |
|  | Kronosaurus       |
|  |                   |
|  | Megacephalosaurus |
|  |                   |

|  | Pliosaurus     |
|  |                |
|  | Gallardosaurus |
|  |                |

|  | Brachauchenius    |
|  |                   |
|  | Kronosaurus       |
|  |                   |
|  | Megacephalosaurus |
|  |                   |

|  | Pliosaurus     |
|  |                |
|  | Gallardosaurus |
|  |                |

|  | Brachauchenius    |
|  |                   |
|  | Kronosaurus       |
|  |                   |
|  | Megacephalosaurus |
|  |                   |

|  | Pliosaurus     |
|  |                |
|  | Gallardosaurus |
|  |                |

|  | Brachauchenius    |
|  |                   |
|  | Kronosaurus       |
|  |                   |
|  | Megacephalosaurus |
|  |                   |

|  | Pliosaurus     |
|  |                |
|  | Gallardosaurus |
|  |                |

|  | Brachauchenius    |
|  |                   |
|  | Kronosaurus       |
|  |                   |
|  | Megacephalosaurus |
|  |                   |

|  | Pliosaurus     |
|  |                |
|  | Gallardosaurus |
|  |                |

|  | Brachauchenius    |
|  |                   |
|  | Kronosaurus       |
|  |                   |
|  | Megacephalosaurus |
|  |                   |

|  | Pliosaurus     |
|  |                |
|  | Gallardosaurus |
|  |                |

|  | Brachauchenius    |
|  |                   |
|  | Kronosaurus       |
|  |                   |
|  | Megacephalosaurus |
|  |                   |

|  | Pliosaurus     |
|  |                |
|  | Gallardosaurus |
|  |                |

|  | Brachauchenius    |
|  |                   |
|  | Kronosaurus       |
|  |                   |
|  | Megacephalosaurus |
|  |                   |

|  | Pliosaurus     |
|  |                |
|  | Gallardosaurus |
|  |                |

|  | Brachauchenius    |
|  |                   |
|  | Kronosaurus       |
|  |                   |
|  | Megacephalosaurus |
|  |                   |

|  | Pliosaurus     |
|  |                |
|  | Gallardosaurus |
|  |                |

|  | Brachauchenius    |
|  |                   |
|  | Kronosaurus       |
|  |                   |
|  | Megacephalosaurus |
|  |                   |

|  | Pliosaurus     |
|  |                |
|  | Gallardosaurus |
|  |                |

|  | Brachauchenius    |
|  |                   |
|  | Kronosaurus       |
|  |                   |
|  | Megacephalosaurus |
|  |                   |

|  | Pliosaurus     |
|  |                |
|  | Gallardosaurus |
|  |                |

|  | Brachauchenius    |
|  |                   |
|  | Kronosaurus       |
|  |                   |
|  | Megacephalosaurus |
|  |                   |

|  | Pliosaurus     |
|  |                |
|  | Gallardosaurus |
|  |                |

|  | Brachauchenius    |
|  |                   |
|  | Kronosaurus       |
|  |                   |
|  | Megacephalosaurus |
|  |                   |

|  | Pliosaurus     |
|  |                |
|  | Gallardosaurus |
|  |                |

|  | Brachauchenius    |
|  |                   |
|  | Kronosaurus       |
|  |                   |
|  | Megacephalosaurus |
|  |                   |

|  | Pliosaurus     |
|  |                |
|  | Gallardosaurus |
|  |                |

|  | Brachauchenius    |
|  |                   |
|  | Kronosaurus       |
|  |                   |
|  | Megacephalosaurus |
|  |                   |

|  | Pliosaurus     |
|  |                |
|  | Gallardosaurus |
|  |                |

|  | Brachauchenius    |
|  |                   |
|  | Kronosaurus       |
|  |                   |
|  | Megacephalosaurus |
|  |                   |

|  | Pliosaurus     |
|  |                |
|  | Gallardosaurus |
|  |                |

|  | Brachauchenius    |
|  |                   |
|  | Kronosaurus       |
|  |                   |
|  | Megacephalosaurus |
|  |                   |

|  | Pliosaurus     |
|  |                |
|  | Gallardosaurus |
|  |                |

|  | Brachauchenius    |
|  |                   |
|  | Kronosaurus       |
|  |                   |
|  | Megacephalosaurus |
|  |                   |

|  | Pliosaurus     |
|  |                |
|  | Gallardosaurus |
|  |                |

|  | Brachauchenius    |
|  |                   |
|  | Kronosaurus       |
|  |                   |
|  | Megacephalosaurus |
|  |                   |

|  | Pliosaurus     |
|  |                |
|  | Gallardosaurus |
|  |                |

|  | Brachauchenius    |
|  |                   |
|  | Kronosaurus       |
|  |                   |
|  | Megacephalosaurus |
|  |                   |

|  | Pliosaurus     |
|  |                |
|  | Gallardosaurus |
|  |                |

|  | Brachauchenius    |
|  |                   |
|  | Kronosaurus       |
|  |                   |
|  | Megacephalosaurus |
|  |                   |

|  | Pliosaurus     |
|  |                |
|  | Gallardosaurus |
|  |                |

|  | Brachauchenius    |
|  |                   |
|  | Kronosaurus       |
|  |                   |
|  | Megacephalosaurus |
|  |                   |

|  | Pliosaurus     |
|  |                |
|  | Gallardosaurus |
|  |                |

|  | Brachauchenius    |
|  |                   |
|  | Kronosaurus       |
|  |                   |
|  | Megacephalosaurus |
|  |                   |

|  | Pliosaurus     |
|  |                |
|  | Gallardosaurus |
|  |                |

|  | Brachauchenius    |
|  |                   |
|  | Kronosaurus       |
|  |                   |
|  | Megacephalosaurus |
|  |                   |

|  | Pliosaurus     |
|  |                |
|  | Gallardosaurus |
|  |                |

|  | Brachauchenius    |
|  |                   |
|  | Kronosaurus       |
|  |                   |
|  | Megacephalosaurus |
|  |                   |

|  | Pliosaurus     |
|  |                |
|  | Gallardosaurus |
|  |                |

|  | Brachauchenius    |
|  |                   |
|  | Kronosaurus       |
|  |                   |
|  | Megacephalosaurus |
|  |                   |

|  | Pliosaurus     |
|  |                |
|  | Gallardosaurus |
|  |                |

|  | Brachauchenius    |
|  |                   |
|  | Kronosaurus       |
|  |                   |
|  | Megacephalosaurus |
|  |                   |

|  | Pliosaurus     |
|  |                |
|  | Gallardosaurus |
|  |                |

|  | Brachauchenius    |
|  |                   |
|  | Kronosaurus       |
|  |                   |
|  | Megacephalosaurus |
|  |                   |

|  | Pliosaurus     |
|  |                |
|  | Gallardosaurus |
|  |                |

|  | Brachauchenius    |
|  |                   |
|  | Kronosaurus       |
|  |                   |
|  | Megacephalosaurus |
|  |                   |

|  | Pliosaurus     |
|  |                |
|  | Gallardosaurus |
|  |                |

|  | Brachauchenius    |
|  |                   |
|  | Kronosaurus       |
|  |                   |
|  | Megacephalosaurus |
|  |                   |

|  | Pliosaurus     |
|  |                |
|  | Gallardosaurus |
|  |                |

|  | Brachauchenius    |
|  |                   |
|  | Kronosaurus       |
|  |                   |
|  | Megacephalosaurus |
|  |                   |

|  | Pliosaurus     |
|  |                |
|  | Gallardosaurus |
|  |                |

|  | Brachauchenius    |
|  |                   |
|  | Kronosaurus       |
|  |                   |
|  | Megacephalosaurus |
|  |                   |

|  | Pliosaurus     |
|  |                |
|  | Gallardosaurus |
|  |                |

|  | Brachauchenius    |
|  |                   |
|  | Kronosaurus       |
|  |                   |
|  | Megacephalosaurus |
|  |                   |

|  | Pliosaurus     |
|  |                |
|  | Gallardosaurus |
|  |                |

|  | Brachauchenius    |
|  |                   |
|  | Kronosaurus       |
|  |                   |
|  | Megacephalosaurus |
|  |                   |

|  | Pliosaurus     |
|  |                |
|  | Gallardosaurus |
|  |                |

|  | Brachauchenius    |
|  |                   |
|  | Kronosaurus       |
|  |                   |
|  | Megacephalosaurus |
|  |                   |

|  | Pliosaurus     |
|  |                |
|  | Gallardosaurus |
|  |                |

|  | Brachauchenius    |
|  |                   |
|  | Kronosaurus       |
|  |                   |
|  | Megacephalosaurus |
|  |                   |

|  | Pliosaurus     |
|  |                |
|  | Gallardosaurus |
|  |                |

|  | Brachauchenius    |
|  |                   |
|  | Kronosaurus       |
|  |                   |
|  | Megacephalosaurus |
|  |                   |

|  | Pliosaurus     |
|  |                |
|  | Gallardosaurus |
|  |                |

|  | Brachauchenius    |
|  |                   |
|  | Kronosaurus       |
|  |                   |
|  | Megacephalosaurus |
|  |                   |

|  | Pliosaurus     |
|  |                |
|  | Gallardosaurus |
|  |                |

|  | Brachauchenius    |
|  |                   |
|  | Kronosaurus       |
|  |                   |
|  | Megacephalosaurus |
|  |                   |

|  | Pliosaurus     |
|  |                |
|  | Gallardosaurus |
|  |                |

|  | Brachauchenius    |
|  |                   |
|  | Kronosaurus       |
|  |                   |
|  | Megacephalosaurus |
|  |                   |

|  | Pliosaurus     |
|  |                |
|  | Gallardosaurus |
|  |                |

|  | Brachauchenius    |
|  |                   |
|  | Kronosaurus       |
|  |                   |
|  | Megacephalosaurus |
|  |                   |

|  | Pliosaurus     |
|  |                |
|  | Gallardosaurus |
|  |                |

|  | Brachauchenius    |
|  |                   |
|  | Kronosaurus       |
|  |                   |
|  | Megacephalosaurus |
|  |                   |

|  | Pliosaurus     |
|  |                |
|  | Gallardosaurus |
|  |                |

|  | Brachauchenius    |
|  |                   |
|  | Kronosaurus       |
|  |                   |
|  | Megacephalosaurus |
|  |                   |

|  | Pliosaurus     |
|  |                |
|  | Gallardosaurus |
|  |                |

|  | Brachauchenius    |
|  |                   |
|  | Kronosaurus       |
|  |                   |
|  | Megacephalosaurus |
|  |                   |

|  | Pliosaurus     |
|  |                |
|  | Gallardosaurus |
|  |                |

|  | Brachauchenius    |
|  |                   |
|  | Kronosaurus       |
|  |                   |
|  | Megacephalosaurus |
|  |                   |

|  | Pliosaurus     |
|  |                |
|  | Gallardosaurus |
|  |                |

|  | Brachauchenius    |
|  |                   |
|  | Kronosaurus       |
|  |                   |
|  | Megacephalosaurus |
|  |                   |

|  | Pliosaurus     |
|  |                |
|  | Gallardosaurus |
|  |                |

|  | Brachauchenius    |
|  |                   |
|  | Kronosaurus       |
|  |                   |
|  | Megacephalosaurus |
|  |                   |

|  | Pliosaurus     |
|  |                |
|  | Gallardosaurus |
|  |                |

|  | Brachauchenius    |
|  |                   |
|  | Kronosaurus       |
|  |                   |
|  | Megacephalosaurus |
|  |                   |

|  | Pliosaurus     |
|  |                |
|  | Gallardosaurus |
|  |                |

|  | Brachauchenius    |
|  |                   |
|  | Kronosaurus       |
|  |                   |
|  | Megacephalosaurus |
|  |                   |

|  | Pliosaurus     |
|  |                |
|  | Gallardosaurus |
|  |                |

|  | Brachauchenius    |
|  |                   |
|  | Kronosaurus       |
|  |                   |
|  | Megacephalosaurus |
|  |                   |

|  | Pliosaurus     |
|  |                |
|  | Gallardosaurus |
|  |                |

|  | Brachauchenius    |
|  |                   |
|  | Kronosaurus       |
|  |                   |
|  | Megacephalosaurus |
|  |                   |

|  | Pliosaurus     |
|  |                |
|  | Gallardosaurus |
|  |                |

|  | Brachauchenius    |
|  |                   |
|  | Kronosaurus       |
|  |                   |
|  | Megacephalosaurus |
|  |                   |

|  | Pliosaurus     |
|  |                |
|  | Gallardosaurus |
|  |                |

|  | Brachauchenius    |
|  |                   |
|  | Kronosaurus       |
|  |                   |
|  | Megacephalosaurus |
|  |                   |

|  | Pliosaurus     |
|  |                |
|  | Gallardosaurus |
|  |                |

|  | Brachauchenius    |
|  |                   |
|  | Kronosaurus       |
|  |                   |
|  | Megacephalosaurus |
|  |                   |

|  | Pliosaurus     |
|  |                |
|  | Gallardosaurus |
|  |                |

|  | Brachauchenius    |
|  |                   |
|  | Kronosaurus       |
|  |                   |
|  | Megacephalosaurus |
|  |                   |

|  | Pliosaurus     |
|  |                |
|  | Gallardosaurus |
|  |                |

|  | Brachauchenius    |
|  |                   |
|  | Kronosaurus       |
|  |                   |
|  | Megacephalosaurus |
|  |                   |

|  | Pliosaurus     |
|  |                |
|  | Gallardosaurus |
|  |                |

|  | Brachauchenius    |
|  |                   |
|  | Kronosaurus       |
|  |                   |
|  | Megacephalosaurus |
|  |                   |

|  | Pliosaurus     |
|  |                |
|  | Gallardosaurus |
|  |                |

|  | Brachauchenius    |
|  |                   |
|  | Kronosaurus       |
|  |                   |
|  | Megacephalosaurus |
|  |                   |

|  | Pliosaurus     |
|  |                |
|  | Gallardosaurus |
|  |                |

|  | Brachauchenius    |
|  |                   |
|  | Kronosaurus       |
|  |                   |
|  | Megacephalosaurus |
|  |                   |

|  | Pliosaurus     |
|  |                |
|  | Gallardosaurus |
|  |                |

|  | Brachauchenius    |
|  |                   |
|  | Kronosaurus       |
|  |                   |
|  | Megacephalosaurus |
|  |                   |

|  | Pliosaurus     |
|  |                |
|  | Gallardosaurus |
|  |                |

|  | Brachauchenius    |
|  |                   |
|  | Kronosaurus       |
|  |                   |
|  | Megacephalosaurus |
|  |                   |

|  | Pliosaurus     |
|  |                |
|  | Gallardosaurus |
|  |                |

|  | Brachauchenius    |
|  |                   |
|  | Kronosaurus       |
|  |                   |
|  | Megacephalosaurus |
|  |                   |

|  | Pliosaurus     |
|  |                |
|  | Gallardosaurus |
|  |                |

|  | Brachauchenius    |
|  |                   |
|  | Kronosaurus       |
|  |                   |
|  | Megacephalosaurus |
|  |                   |

|  | Pliosaurus     |
|  |                |
|  | Gallardosaurus |
|  |                |

|  | Brachauchenius    |
|  |                   |
|  | Kronosaurus       |
|  |                   |
|  | Megacephalosaurus |
|  |                   |

|  | Pliosaurus     |
|  |                |
|  | Gallardosaurus |
|  |                |

|  | Brachauchenius    |
|  |                   |
|  | Kronosaurus       |
|  |                   |
|  | Megacephalosaurus |
|  |                   |

|  | Pliosaurus     |
|  |                |
|  | Gallardosaurus |
|  |                |

|  | Brachauchenius    |
|  |                   |
|  | Kronosaurus       |
|  |                   |
|  | Megacephalosaurus |
|  |                   |

|  | Pliosaurus     |
|  |                |
|  | Gallardosaurus |
|  |                |

|  | Brachauchenius    |
|  |                   |
|  | Kronosaurus       |
|  |                   |
|  | Megacephalosaurus |
|  |                   |

|  | Pliosaurus     |
|  |                |
|  | Gallardosaurus |
|  |                |

|  | Brachauchenius    |
|  |                   |
|  | Kronosaurus       |
|  |                   |
|  | Megacephalosaurus |
|  |                   |

|  | Pliosaurus     |
|  |                |
|  | Gallardosaurus |
|  |                |

|  | Brachauchenius    |
|  |                   |
|  | Kronosaurus       |
|  |                   |
|  | Megacephalosaurus |
|  |                   |

|  | Pliosaurus     |
|  |                |
|  | Gallardosaurus |
|  |                |

|  | Brachauchenius    |
|  |                   |
|  | Kronosaurus       |
|  |                   |
|  | Megacephalosaurus |
|  |                   |

|  | Pliosaurus     |
|  |                |
|  | Gallardosaurus |
|  |                |

|  | Brachauchenius    |
|  |                   |
|  | Kronosaurus       |
|  |                   |
|  | Megacephalosaurus |
|  |                   |

|  | Pliosaurus     |
|  |                |
|  | Gallardosaurus |
|  |                |

|  | Brachauchenius    |
|  |                   |
|  | Kronosaurus       |
|  |                   |
|  | Megacephalosaurus |
|  |                   |

|  | Pliosaurus     |
|  |                |
|  | Gallardosaurus |
|  |                |

|  | Brachauchenius    |
|  |                   |
|  | Kronosaurus       |
|  |                   |
|  | Megacephalosaurus |
|  |                   |

|  | Pliosaurus     |
|  |                |
|  | Gallardosaurus |
|  |                |

|  | Brachauchenius    |
|  |                   |
|  | Kronosaurus       |
|  |                   |
|  | Megacephalosaurus |
|  |                   |

|  | Pliosaurus     |
|  |                |
|  | Gallardosaurus |
|  |                |

|  | Brachauchenius    |
|  |                   |
|  | Kronosaurus       |
|  |                   |
|  | Megacephalosaurus |
|  |                   |

|  | Pliosaurus     |
|  |                |
|  | Gallardosaurus |
|  |                |

|  | Brachauchenius    |
|  |                   |
|  | Kronosaurus       |
|  |                   |
|  | Megacephalosaurus |
|  |                   |

|  | Pliosaurus     |
|  |                |
|  | Gallardosaurus |
|  |                |

|  | Brachauchenius    |
|  |                   |
|  | Kronosaurus       |
|  |                   |
|  | Megacephalosaurus |
|  |                   |

|  | Pliosaurus     |
|  |                |
|  | Gallardosaurus |
|  |                |

|  | Brachauchenius    |
|  |                   |
|  | Kronosaurus       |
|  |                   |
|  | Megacephalosaurus |
|  |                   |

|  | Pliosaurus     |
|  |                |
|  | Gallardosaurus |
|  |                |

|  | Brachauchenius    |
|  |                   |
|  | Kronosaurus       |
|  |                   |
|  | Megacephalosaurus |
|  |                   |

|  | Pliosaurus     |
|  |                |
|  | Gallardosaurus |
|  |                |

|  | Brachauchenius    |
|  |                   |
|  | Kronosaurus       |
|  |                   |
|  | Megacephalosaurus |
|  |                   |

|  | Pliosaurus     |
|  |                |
|  | Gallardosaurus |
|  |                |

|  | Brachauchenius    |
|  |                   |
|  | Kronosaurus       |
|  |                   |
|  | Megacephalosaurus |
|  |                   |

|  | Pliosaurus     |
|  |                |
|  | Gallardosaurus |
|  |                |

|  | Brachauchenius    |
|  |                   |
|  | Kronosaurus       |
|  |                   |
|  | Megacephalosaurus |
|  |                   |

|  | Pliosaurus     |
|  |                |
|  | Gallardosaurus |
|  |                |

|  | Brachauchenius    |
|  |                   |
|  | Kronosaurus       |
|  |                   |
|  | Megacephalosaurus |
|  |                   |

|  | Pliosaurus     |
|  |                |
|  | Gallardosaurus |
|  |                |

|  | Brachauchenius    |
|  |                   |
|  | Kronosaurus       |
|  |                   |
|  | Megacephalosaurus |
|  |                   |

|  | Pliosaurus     |
|  |                |
|  | Gallardosaurus |
|  |                |

|  | Brachauchenius    |
|  |                   |
|  | Kronosaurus       |
|  |                   |
|  | Megacephalosaurus |
|  |                   |

|  | Pliosaurus     |
|  |                |
|  | Gallardosaurus |
|  |                |

|  | Brachauchenius    |
|  |                   |
|  | Kronosaurus       |
|  |                   |
|  | Megacephalosaurus |
|  |                   |

|  | Pliosaurus     |
|  |                |
|  | Gallardosaurus |
|  |                |

|  | Brachauchenius    |
|  |                   |
|  | Kronosaurus       |
|  |                   |
|  | Megacephalosaurus |
|  |                   |

|  | Pliosaurus     |
|  |                |
|  | Gallardosaurus |
|  |                |

|  | Brachauchenius    |
|  |                   |
|  | Kronosaurus       |
|  |                   |
|  | Megacephalosaurus |
|  |                   |

|  | Pliosaurus     |
|  |                |
|  | Gallardosaurus |
|  |                |

|  | Brachauchenius    |
|  |                   |
|  | Kronosaurus       |
|  |                   |
|  | Megacephalosaurus |
|  |                   |

|  | Pliosaurus     |
|  |                |
|  | Gallardosaurus |
|  |                |

|  | Brachauchenius    |
|  |                   |
|  | Kronosaurus       |
|  |                   |
|  | Megacephalosaurus |
|  |                   |

|  | Pliosaurus     |
|  |                |
|  | Gallardosaurus |
|  |                |

|  | Brachauchenius    |
|  |                   |
|  | Kronosaurus       |
|  |                   |
|  | Megacephalosaurus |
|  |                   |

|  | Pliosaurus     |
|  |                |
|  | Gallardosaurus |
|  |                |

|  | Brachauchenius    |
|  |                   |
|  | Kronosaurus       |
|  |                   |
|  | Megacephalosaurus |
|  |                   |

|  | Pliosaurus     |
|  |                |
|  | Gallardosaurus |
|  |                |

|  | Brachauchenius    |
|  |                   |
|  | Kronosaurus       |
|  |                   |
|  | Megacephalosaurus |
|  |                   |

|  | Pliosaurus     |
|  |                |
|  | Gallardosaurus |
|  |                |

|  | Brachauchenius    |
|  |                   |
|  | Kronosaurus       |
|  |                   |
|  | Megacephalosaurus |
|  |                   |

|  | Pliosaurus     |
|  |                |
|  | Gallardosaurus |
|  |                |

|  | Brachauchenius    |
|  |                   |
|  | Kronosaurus       |
|  |                   |
|  | Megacephalosaurus |
|  |                   |

|  | Pliosaurus     |
|  |                |
|  | Gallardosaurus |
|  |                |

|  | Brachauchenius    |
|  |                   |
|  | Kronosaurus       |
|  |                   |
|  | Megacephalosaurus |
|  |                   |

|  | Pliosaurus     |
|  |                |
|  | Gallardosaurus |
|  |                |

|  | Brachauchenius    |
|  |                   |
|  | Kronosaurus       |
|  |                   |
|  | Megacephalosaurus |
|  |                   |

|  | Pliosaurus     |
|  |                |
|  | Gallardosaurus |
|  |                |

|  | Brachauchenius    |
|  |                   |
|  | Kronosaurus       |
|  |                   |
|  | Megacephalosaurus |
|  |                   |

|  | Pliosaurus     |
|  |                |
|  | Gallardosaurus |
|  |                |

|  | Brachauchenius    |
|  |                   |
|  | Kronosaurus       |
|  |                   |
|  | Megacephalosaurus |
|  |                   |

|  | Pliosaurus     |
|  |                |
|  | Gallardosaurus |
|  |                |

|  | Brachauchenius    |
|  |                   |
|  | Kronosaurus       |
|  |                   |
|  | Megacephalosaurus |
|  |                   |

|  | Pliosaurus     |
|  |                |
|  | Gallardosaurus |
|  |                |

|  | Brachauchenius    |
|  |                   |
|  | Kronosaurus       |
|  |                   |
|  | Megacephalosaurus |
|  |                   |

|  | Pliosaurus     |
|  |                |
|  | Gallardosaurus |
|  |                |

|  | Brachauchenius    |
|  |                   |
|  | Kronosaurus       |
|  |                   |
|  | Megacephalosaurus |
|  |                   |

|  | Pliosaurus     |
|  |                |
|  | Gallardosaurus |
|  |                |

|  | Brachauchenius    |
|  |                   |
|  | Kronosaurus       |
|  |                   |
|  | Megacephalosaurus |
|  |                   |

|  | Pliosaurus     |
|  |                |
|  | Gallardosaurus |
|  |                |

|  | Brachauchenius    |
|  |                   |
|  | Kronosaurus       |
|  |                   |
|  | Megacephalosaurus |
|  |                   |

|  | Pliosaurus     |
|  |                |
|  | Gallardosaurus |
|  |                |

|  | Brachauchenius    |
|  |                   |
|  | Kronosaurus       |
|  |                   |
|  | Megacephalosaurus |
|  |                   |

|  | Pliosaurus     |
|  |                |
|  | Gallardosaurus |
|  |                |

|  | Brachauchenius    |
|  |                   |
|  | Kronosaurus       |
|  |                   |
|  | Megacephalosaurus |
|  |                   |

|  | Pliosaurus     |
|  |                |
|  | Gallardosaurus |
|  |                |

|  | Brachauchenius    |
|  |                   |
|  | Kronosaurus       |
|  |                   |
|  | Megacephalosaurus |
|  |                   |

|  | Pliosaurus     |
|  |                |
|  | Gallardosaurus |
|  |                |

|  | Brachauchenius    |
|  |                   |
|  | Kronosaurus       |
|  |                   |
|  | Megacephalosaurus |
|  |                   |

|  | Pliosaurus     |
|  |                |
|  | Gallardosaurus |
|  |                |

|  | Brachauchenius    |
|  |                   |
|  | Kronosaurus       |
|  |                   |
|  | Megacephalosaurus |
|  |                   |

|  | Pliosaurus     |
|  |                |
|  | Gallardosaurus |
|  |                |

|  | Brachauchenius    |
|  |                   |
|  | Kronosaurus       |
|  |                   |
|  | Megacephalosaurus |
|  |                   |

|  | Pliosaurus     |
|  |                |
|  | Gallardosaurus |
|  |                |

|  | Brachauchenius    |
|  |                   |
|  | Kronosaurus       |
|  |                   |
|  | Megacephalosaurus |
|  |                   |

|  | Pliosaurus     |
|  |                |
|  | Gallardosaurus |
|  |                |

|  | Brachauchenius    |
|  |                   |
|  | Kronosaurus       |
|  |                   |
|  | Megacephalosaurus |
|  |                   |

|  | Pliosaurus     |
|  |                |
|  | Gallardosaurus |
|  |                |

|  | Brachauchenius    |
|  |                   |
|  | Kronosaurus       |
|  |                   |
|  | Megacephalosaurus |
|  |                   |

|  | Pliosaurus     |
|  |                |
|  | Gallardosaurus |
|  |                |

|  | Brachauchenius    |
|  |                   |
|  | Kronosaurus       |
|  |                   |
|  | Megacephalosaurus |
|  |                   |

|  | Pliosaurus     |
|  |                |
|  | Gallardosaurus |
|  |                |

|  | Brachauchenius    |
|  |                   |
|  | Kronosaurus       |
|  |                   |
|  | Megacephalosaurus |
|  |                   |

|  | Pliosaurus     |
|  |                |
|  | Gallardosaurus |
|  |                |

|  | Brachauchenius    |
|  |                   |
|  | Kronosaurus       |
|  |                   |
|  | Megacephalosaurus |
|  |                   |

|  | Pliosaurus     |
|  |                |
|  | Gallardosaurus |
|  |                |

|  | Brachauchenius    |
|  |                   |
|  | Kronosaurus       |
|  |                   |
|  | Megacephalosaurus |
|  |                   |

|  | Pliosaurus     |
|  |                |
|  | Gallardosaurus |
|  |                |

|  | Brachauchenius    |
|  |                   |
|  | Kronosaurus       |
|  |                   |
|  | Megacephalosaurus |
|  |                   |

|  | Pliosaurus     |
|  |                |
|  | Gallardosaurus |
|  |                |

|  | Brachauchenius    |
|  |                   |
|  | Kronosaurus       |
|  |                   |
|  | Megacephalosaurus |
|  |                   |

|  | Pliosaurus     |
|  |                |
|  | Gallardosaurus |
|  |                |

|  | Brachauchenius    |
|  |                   |
|  | Kronosaurus       |
|  |                   |
|  | Megacephalosaurus |
|  |                   |

|  | Pliosaurus     |
|  |                |
|  | Gallardosaurus |
|  |                |

|  | Brachauchenius    |
|  |                   |
|  | Kronosaurus       |
|  |                   |
|  | Megacephalosaurus |
|  |                   |

|  | Pliosaurus     |
|  |                |
|  | Gallardosaurus |
|  |                |

|  | Brachauchenius    |
|  |                   |
|  | Kronosaurus       |
|  |                   |
|  | Megacephalosaurus |
|  |                   |

|  | Pliosaurus     |
|  |                |
|  | Gallardosaurus |
|  |                |

|  | Brachauchenius    |
|  |                   |
|  | Kronosaurus       |
|  |                   |
|  | Megacephalosaurus |
|  |                   |

|  | Pliosaurus     |
|  |                |
|  | Gallardosaurus |
|  |                |

|  | Brachauchenius    |
|  |                   |
|  | Kronosaurus       |
|  |                   |
|  | Megacephalosaurus |
|  |                   |

|  | Pliosaurus     |
|  |                |
|  | Gallardosaurus |
|  |                |

|  | Brachauchenius    |
|  |                   |
|  | Kronosaurus       |
|  |                   |
|  | Megacephalosaurus |
|  |                   |

|  | Pliosaurus     |
|  |                |
|  | Gallardosaurus |
|  |                |

|  | Brachauchenius    |
|  |                   |
|  | Kronosaurus       |
|  |                   |
|  | Megacephalosaurus |
|  |                   |

|  | Pliosaurus     |
|  |                |
|  | Gallardosaurus |
|  |                |

|  | Brachauchenius    |
|  |                   |
|  | Kronosaurus       |
|  |                   |
|  | Megacephalosaurus |
|  |                   |

|  | Pliosaurus     |
|  |                |
|  | Gallardosaurus |
|  |                |

|  | Brachauchenius    |
|  |                   |
|  | Kronosaurus       |
|  |                   |
|  | Megacephalosaurus |
|  |                   |

|  | Pliosaurus     |
|  |                |
|  | Gallardosaurus |
|  |                |

|  | Brachauchenius    |
|  |                   |
|  | Kronosaurus       |
|  |                   |
|  | Megacephalosaurus |
|  |                   |

|  | Pliosaurus     |
|  |                |
|  | Gallardosaurus |
|  |                |

|  | Brachauchenius    |
|  |                   |
|  | Kronosaurus       |
|  |                   |
|  | Megacephalosaurus |
|  |                   |

|  | Pliosaurus     |
|  |                |
|  | Gallardosaurus |
|  |                |

|  | Brachauchenius    |
|  |                   |
|  | Kronosaurus       |
|  |                   |
|  | Megacephalosaurus |
|  |                   |

|  | Pliosaurus     |
|  |                |
|  | Gallardosaurus |
|  |                |

|  | Brachauchenius    |
|  |                   |
|  | Kronosaurus       |
|  |                   |
|  | Megacephalosaurus |
|  |                   |

|  | Pliosaurus     |
|  |                |
|  | Gallardosaurus |
|  |                |

|  | Brachauchenius    |
|  |                   |
|  | Kronosaurus       |
|  |                   |
|  | Megacephalosaurus |
|  |                   |

|  | Pliosaurus     |
|  |                |
|  | Gallardosaurus |
|  |                |

|  | Brachauchenius    |
|  |                   |
|  | Kronosaurus       |
|  |                   |
|  | Megacephalosaurus |
|  |                   |

|  | Pliosaurus     |
|  |                |
|  | Gallardosaurus |
|  |                |

|  | Brachauchenius    |
|  |                   |
|  | Kronosaurus       |
|  |                   |
|  | Megacephalosaurus |
|  |                   |

|  | Pliosaurus     |
|  |                |
|  | Gallardosaurus |
|  |                |

|  | Brachauchenius    |
|  |                   |
|  | Kronosaurus       |
|  |                   |
|  | Megacephalosaurus |
|  |                   |

|  | Pliosaurus     |
|  |                |
|  | Gallardosaurus |
|  |                |

|  | Brachauchenius    |
|  |                   |
|  | Kronosaurus       |
|  |                   |
|  | Megacephalosaurus |
|  |                   |

|  | Pliosaurus     |
|  |                |
|  | Gallardosaurus |
|  |                |

|  | Brachauchenius    |
|  |                   |
|  | Kronosaurus       |
|  |                   |
|  | Megacephalosaurus |
|  |                   |

|  | Pliosaurus     |
|  |                |
|  | Gallardosaurus |
|  |                |

|  | Brachauchenius    |
|  |                   |
|  | Kronosaurus       |
|  |                   |
|  | Megacephalosaurus |
|  |                   |

|  | Pliosaurus     |
|  |                |
|  | Gallardosaurus |
|  |                |

|  | Brachauchenius    |
|  |                   |
|  | Kronosaurus       |
|  |                   |
|  | Megacephalosaurus |
|  |                   |

|  | Pliosaurus     |
|  |                |
|  | Gallardosaurus |
|  |                |

|  | Brachauchenius    |
|  |                   |
|  | Kronosaurus       |
|  |                   |
|  | Megacephalosaurus |
|  |                   |

|  | Pliosaurus     |
|  |                |
|  | Gallardosaurus |
|  |                |

|  | Brachauchenius    |
|  |                   |
|  | Kronosaurus       |
|  |                   |
|  | Megacephalosaurus |
|  |                   |

|  | Pliosaurus     |
|  |                |
|  | Gallardosaurus |
|  |                |

|  | Brachauchenius    |
|  |                   |
|  | Kronosaurus       |
|  |                   |
|  | Megacephalosaurus |
|  |                   |

|  | Pliosaurus     |
|  |                |
|  | Gallardosaurus |
|  |                |

|  | Brachauchenius    |
|  |                   |
|  | Kronosaurus       |
|  |                   |
|  | Megacephalosaurus |
|  |                   |

|  | Pliosaurus     |
|  |                |
|  | Gallardosaurus |
|  |                |

|  | Brachauchenius    |
|  |                   |
|  | Kronosaurus       |
|  |                   |
|  | Megacephalosaurus |
|  |                   |

|  | Pliosaurus     |
|  |                |
|  | Gallardosaurus |
|  |                |

|  | Brachauchenius    |
|  |                   |
|  | Kronosaurus       |
|  |                   |
|  | Megacephalosaurus |
|  |                   |

|  | Pliosaurus     |
|  |                |
|  | Gallardosaurus |
|  |                |

|  | Brachauchenius    |
|  |                   |
|  | Kronosaurus       |
|  |                   |
|  | Megacephalosaurus |
|  |                   |

|  | Pliosaurus     |
|  |                |
|  | Gallardosaurus |
|  |                |

|  | Brachauchenius    |
|  |                   |
|  | Kronosaurus       |
|  |                   |
|  | Megacephalosaurus |
|  |                   |

|  | Pliosaurus     |
|  |                |
|  | Gallardosaurus |
|  |                |

|  | Brachauchenius    |
|  |                   |
|  | Kronosaurus       |
|  |                   |
|  | Megacephalosaurus |
|  |                   |

|  | Pliosaurus     |
|  |                |
|  | Gallardosaurus |
|  |                |

|  | Brachauchenius    |
|  |                   |
|  | Kronosaurus       |
|  |                   |
|  | Megacephalosaurus |
|  |                   |

|  | Pliosaurus     |
|  |                |
|  | Gallardosaurus |
|  |                |

|  | Brachauchenius    |
|  |                   |
|  | Kronosaurus       |
|  |                   |
|  | Megacephalosaurus |
|  |                   |

|  | Pliosaurus     |
|  |                |
|  | Gallardosaurus |
|  |                |

|  | Brachauchenius    |
|  |                   |
|  | Kronosaurus       |
|  |                   |
|  | Megacephalosaurus |
|  |                   |

|  | Pliosaurus     |
|  |                |
|  | Gallardosaurus |
|  |                |

|  | Brachauchenius    |
|  |                   |
|  | Kronosaurus       |
|  |                   |
|  | Megacephalosaurus |
|  |                   |

|  | Pliosaurus     |
|  |                |
|  | Gallardosaurus |
|  |                |

|  | Brachauchenius    |
|  |                   |
|  | Kronosaurus       |
|  |                   |
|  | Megacephalosaurus |
|  |                   |

|  | Pliosaurus     |
|  |                |
|  | Gallardosaurus |
|  |                |

|  | Brachauchenius    |
|  |                   |
|  | Kronosaurus       |
|  |                   |
|  | Megacephalosaurus |
|  |                   |

|  | Pliosaurus     |
|  |                |
|  | Gallardosaurus |
|  |                |

|  | Brachauchenius    |
|  |                   |
|  | Kronosaurus       |
|  |                   |
|  | Megacephalosaurus |
|  |                   |

|  | Pliosaurus     |
|  |                |
|  | Gallardosaurus |
|  |                |

|  | Brachauchenius    |
|  |                   |
|  | Kronosaurus       |
|  |                   |
|  | Megacephalosaurus |
|  |                   |

|  | Pliosaurus     |
|  |                |
|  | Gallardosaurus |
|  |                |

|  | Brachauchenius    |
|  |                   |
|  | Kronosaurus       |
|  |                   |
|  | Megacephalosaurus |
|  |                   |

|  | Pliosaurus     |
|  |                |
|  | Gallardosaurus |
|  |                |

|  | Brachauchenius    |
|  |                   |
|  | Kronosaurus       |
|  |                   |
|  | Megacephalosaurus |
|  |                   |

|  | Pliosaurus     |
|  |                |
|  | Gallardosaurus |
|  |                |

|  | Brachauchenius    |
|  |                   |
|  | Kronosaurus       |
|  |                   |
|  | Megacephalosaurus |
|  |                   |

|  | Pliosaurus     |
|  |                |
|  | Gallardosaurus |
|  |                |

|  | Brachauchenius    |
|  |                   |
|  | Kronosaurus       |
|  |                   |
|  | Megacephalosaurus |
|  |                   |

|  | Pliosaurus     |
|  |                |
|  | Gallardosaurus |
|  |                |

|  | Brachauchenius    |
|  |                   |
|  | Kronosaurus       |
|  |                   |
|  | Megacephalosaurus |
|  |                   |

|  | Pliosaurus     |
|  |                |
|  | Gallardosaurus |
|  |                |

|  | Brachauchenius    |
|  |                   |
|  | Kronosaurus       |
|  |                   |
|  | Megacephalosaurus |
|  |                   |

|  | Pliosaurus     |
|  |                |
|  | Gallardosaurus |
|  |                |

|  | Brachauchenius    |
|  |                   |
|  | Kronosaurus       |
|  |                   |
|  | Megacephalosaurus |
|  |                   |

|  | Pliosaurus     |
|  |                |
|  | Gallardosaurus |
|  |                |

|  | Brachauchenius    |
|  |                   |
|  | Kronosaurus       |
|  |                   |
|  | Megacephalosaurus |
|  |                   |

|  | Pliosaurus     |
|  |                |
|  | Gallardosaurus |
|  |                |

|  | Brachauchenius    |
|  |                   |
|  | Kronosaurus       |
|  |                   |
|  | Megacephalosaurus |
|  |                   |

|  | Pliosaurus     |
|  |                |
|  | Gallardosaurus |
|  |                |

|  | Brachauchenius    |
|  |                   |
|  | Kronosaurus       |
|  |                   |
|  | Megacephalosaurus |
|  |                   |

|  | Pliosaurus     |
|  |                |
|  | Gallardosaurus |
|  |                |

|  | Brachauchenius    |
|  |                   |
|  | Kronosaurus       |
|  |                   |
|  | Megacephalosaurus |
|  |                   |

|  | Pliosaurus     |
|  |                |
|  | Gallardosaurus |
|  |                |

|  | Brachauchenius    |
|  |                   |
|  | Kronosaurus       |
|  |                   |
|  | Megacephalosaurus |
|  |                   |

|  | Pliosaurus     |
|  |                |
|  | Gallardosaurus |
|  |                |

|  | Brachauchenius    |
|  |                   |
|  | Kronosaurus       |
|  |                   |
|  | Megacephalosaurus |
|  |                   |

|  | Pliosaurus     |
|  |                |
|  | Gallardosaurus |
|  |                |

|  | Brachauchenius    |
|  |                   |
|  | Kronosaurus       |
|  |                   |
|  | Megacephalosaurus |
|  |                   |

|  | Pliosaurus     |
|  |                |
|  | Gallardosaurus |
|  |                |

|  | Brachauchenius    |
|  |                   |
|  | Kronosaurus       |
|  |                   |
|  | Megacephalosaurus |
|  |                   |

|  | Pliosaurus     |
|  |                |
|  | Gallardosaurus |
|  |                |

|  | Brachauchenius    |
|  |                   |
|  | Kronosaurus       |
|  |                   |
|  | Megacephalosaurus |
|  |                   |

|  | Pliosaurus     |
|  |                |
|  | Gallardosaurus |
|  |                |

|  | Brachauchenius    |
|  |                   |
|  | Kronosaurus       |
|  |                   |
|  | Megacephalosaurus |
|  |                   |

|  | Pliosaurus     |
|  |                |
|  | Gallardosaurus |
|  |                |

|  | Brachauchenius    |
|  |                   |
|  | Kronosaurus       |
|  |                   |
|  | Megacephalosaurus |
|  |                   |

|  | Pliosaurus     |
|  |                |
|  | Gallardosaurus |
|  |                |

|  | Brachauchenius    |
|  |                   |
|  | Kronosaurus       |
|  |                   |
|  | Megacephalosaurus |
|  |                   |

|  | Pliosaurus     |
|  |                |
|  | Gallardosaurus |
|  |                |

|  | Brachauchenius    |
|  |                   |
|  | Kronosaurus       |
|  |                   |
|  | Megacephalosaurus |
|  |                   |

|  | Pliosaurus     |
|  |                |
|  | Gallardosaurus |
|  |                |

|  | Brachauchenius    |
|  |                   |
|  | Kronosaurus       |
|  |                   |
|  | Megacephalosaurus |
|  |                   |

|  | Pliosaurus     |
|  |                |
|  | Gallardosaurus |
|  |                |

|  | Brachauchenius    |
|  |                   |
|  | Kronosaurus       |
|  |                   |
|  | Megacephalosaurus |
|  |                   |

|  | Pliosaurus     |
|  |                |
|  | Gallardosaurus |
|  |                |

|  | Brachauchenius    |
|  |                   |
|  | Kronosaurus       |
|  |                   |
|  | Megacephalosaurus |
|  |                   |

|  | Pliosaurus     |
|  |                |
|  | Gallardosaurus |
|  |                |

|  | Brachauchenius    |
|  |                   |
|  | Kronosaurus       |
|  |                   |
|  | Megacephalosaurus |
|  |                   |

|  | Pliosaurus     |
|  |                |
|  | Gallardosaurus |
|  |                |

|  | Brachauchenius    |
|  |                   |
|  | Kronosaurus       |
|  |                   |
|  | Megacephalosaurus |
|  |                   |

|  | Pliosaurus     |
|  |                |
|  | Gallardosaurus |
|  |                |

|  | Brachauchenius    |
|  |                   |
|  | Kronosaurus       |
|  |                   |
|  | Megacephalosaurus |
|  |                   |

|  | Pliosaurus     |
|  |                |
|  | Gallardosaurus |
|  |                |

|  | Brachauchenius    |
|  |                   |
|  | Kronosaurus       |
|  |                   |
|  | Megacephalosaurus |
|  |                   |

|  | Pliosaurus     |
|  |                |
|  | Gallardosaurus |
|  |                |

|  | Brachauchenius    |
|  |                   |
|  | Kronosaurus       |
|  |                   |
|  | Megacephalosaurus |
|  |                   |

|  | Pliosaurus     |
|  |                |
|  | Gallardosaurus |
|  |                |

|  | Brachauchenius    |
|  |                   |
|  | Kronosaurus       |
|  |                   |
|  | Megacephalosaurus |
|  |                   |

|  | Pliosaurus     |
|  |                |
|  | Gallardosaurus |
|  |                |

|  | Brachauchenius    |
|  |                   |
|  | Kronosaurus       |
|  |                   |
|  | Megacephalosaurus |
|  |                   |

|  | Pliosaurus     |
|  |                |
|  | Gallardosaurus |
|  |                |

|  | Brachauchenius    |
|  |                   |
|  | Kronosaurus       |
|  |                   |
|  | Megacephalosaurus |
|  |                   |

|  | Pliosaurus     |
|  |                |
|  | Gallardosaurus |
|  |                |

|  | Brachauchenius    |
|  |                   |
|  | Kronosaurus       |
|  |                   |
|  | Megacephalosaurus |
|  |                   |

|  | Pliosaurus     |
|  |                |
|  | Gallardosaurus |
|  |                |

|  | Brachauchenius    |
|  |                   |
|  | Kronosaurus       |
|  |                   |
|  | Megacephalosaurus |
|  |                   |

|  | Pliosaurus     |
|  |                |
|  | Gallardosaurus |
|  |                |

|  | Brachauchenius    |
|  |                   |
|  | Kronosaurus       |
|  |                   |
|  | Megacephalosaurus |
|  |                   |

|  | Pliosaurus     |
|  |                |
|  | Gallardosaurus |
|  |                |

|  | Brachauchenius    |
|  |                   |
|  | Kronosaurus       |
|  |                   |
|  | Megacephalosaurus |
|  |                   |

|  | Pliosaurus     |
|  |                |
|  | Gallardosaurus |
|  |                |

|  | Brachauchenius    |
|  |                   |
|  | Kronosaurus       |
|  |                   |
|  | Megacephalosaurus |
|  |                   |

|  | Pliosaurus     |
|  |                |
|  | Gallardosaurus |
|  |                |

|  | Brachauchenius    |
|  |                   |
|  | Kronosaurus       |
|  |                   |
|  | Megacephalosaurus |
|  |                   |

|  | Pliosaurus     |
|  |                |
|  | Gallardosaurus |
|  |                |

|  | Brachauchenius    |
|  |                   |
|  | Kronosaurus       |
|  |                   |
|  | Megacephalosaurus |
|  |                   |

|  | Pliosaurus     |
|  |                |
|  | Gallardosaurus |
|  |                |

|  | Brachauchenius    |
|  |                   |
|  | Kronosaurus       |
|  |                   |
|  | Megacephalosaurus |
|  |                   |

|  | Pliosaurus     |
|  |                |
|  | Gallardosaurus |
|  |                |

|  | Brachauchenius    |
|  |                   |
|  | Kronosaurus       |
|  |                   |
|  | Megacephalosaurus |
|  |                   |

|  | Pliosaurus     |
|  |                |
|  | Gallardosaurus |
|  |                |

|  | Brachauchenius    |
|  |                   |
|  | Kronosaurus       |
|  |                   |
|  | Megacephalosaurus |
|  |                   |

|  | Pliosaurus     |
|  |                |
|  | Gallardosaurus |
|  |                |

|  | Brachauchenius    |
|  |                   |
|  | Kronosaurus       |
|  |                   |
|  | Megacephalosaurus |
|  |                   |

|  | Pliosaurus     |
|  |                |
|  | Gallardosaurus |
|  |                |

|  | Brachauchenius    |
|  |                   |
|  | Kronosaurus       |
|  |                   |
|  | Megacephalosaurus |
|  |                   |

|  | Pliosaurus     |
|  |                |
|  | Gallardosaurus |
|  |                |

|  | Brachauchenius    |
|  |                   |
|  | Kronosaurus       |
|  |                   |
|  | Megacephalosaurus |
|  |                   |

|  | Pliosaurus     |
|  |                |
|  | Gallardosaurus |
|  |                |

|  | Brachauchenius    |
|  |                   |
|  | Kronosaurus       |
|  |                   |
|  | Megacephalosaurus |
|  |                   |

|  | Pliosaurus     |
|  |                |
|  | Gallardosaurus |
|  |                |

|  | Brachauchenius    |
|  |                   |
|  | Kronosaurus       |
|  |                   |
|  | Megacephalosaurus |
|  |                   |

|  | Pliosaurus     |
|  |                |
|  | Gallardosaurus |
|  |                |

|  | Brachauchenius    |
|  |                   |
|  | Kronosaurus       |
|  |                   |
|  | Megacephalosaurus |
|  |                   |

|  | Pliosaurus     |
|  |                |
|  | Gallardosaurus |
|  |                |

|  | Brachauchenius    |
|  |                   |
|  | Kronosaurus       |
|  |                   |
|  | Megacephalosaurus |
|  |                   |

|  | Pliosaurus     |
|  |                |
|  | Gallardosaurus |
|  |                |

|  | Brachauchenius    |
|  |                   |
|  | Kronosaurus       |
|  |                   |
|  | Megacephalosaurus |
|  |                   |

|  | Pliosaurus     |
|  |                |
|  | Gallardosaurus |
|  |                |

|  | Brachauchenius    |
|  |                   |
|  | Kronosaurus       |
|  |                   |
|  | Megacephalosaurus |
|  |                   |

|  | Pliosaurus     |
|  |                |
|  | Gallardosaurus |
|  |                |

|  | Brachauchenius    |
|  |                   |
|  | Kronosaurus       |
|  |                   |
|  | Megacephalosaurus |
|  |                   |

|  | Pliosaurus     |
|  |                |
|  | Gallardosaurus |
|  |                |

|  | Brachauchenius    |
|  |                   |
|  | Kronosaurus       |
|  |                   |
|  | Megacephalosaurus |
|  |                   |

|  | Pliosaurus     |
|  |                |
|  | Gallardosaurus |
|  |                |

|  | Brachauchenius    |
|  |                   |
|  | Kronosaurus       |
|  |                   |
|  | Megacephalosaurus |
|  |                   |

|  | Pliosaurus     |
|  |                |
|  | Gallardosaurus |
|  |                |

|  | Brachauchenius    |
|  |                   |
|  | Kronosaurus       |
|  |                   |
|  | Megacephalosaurus |
|  |                   |

|  | Pliosaurus     |
|  |                |
|  | Gallardosaurus |
|  |                |

|  | Brachauchenius    |
|  |                   |
|  | Kronosaurus       |
|  |                   |
|  | Megacephalosaurus |
|  |                   |

|  | Pliosaurus     |
|  |                |
|  | Gallardosaurus |
|  |                |

|  | Brachauchenius    |
|  |                   |
|  | Kronosaurus       |
|  |                   |
|  | Megacephalosaurus |
|  |                   |

|  | Pliosaurus     |
|  |                |
|  | Gallardosaurus |
|  |                |

|  | Brachauchenius    |
|  |                   |
|  | Kronosaurus       |
|  |                   |
|  | Megacephalosaurus |
|  |                   |

|  | Pliosaurus     |
|  |                |
|  | Gallardosaurus |
|  |                |

|  | Brachauchenius    |
|  |                   |
|  | Kronosaurus       |
|  |                   |
|  | Megacephalosaurus |
|  |                   |

|  | Pliosaurus     |
|  |                |
|  | Gallardosaurus |
|  |                |

|  | Brachauchenius    |
|  |                   |
|  | Kronosaurus       |
|  |                   |
|  | Megacephalosaurus |
|  |                   |

|  | Pliosaurus     |
|  |                |
|  | Gallardosaurus |
|  |                |

|  | Brachauchenius    |
|  |                   |
|  | Kronosaurus       |
|  |                   |
|  | Megacephalosaurus |
|  |                   |

|  | Pliosaurus     |
|  |                |
|  | Gallardosaurus |
|  |                |

|  | Brachauchenius    |
|  |                   |
|  | Kronosaurus       |
|  |                   |
|  | Megacephalosaurus |
|  |                   |

|  | Pliosaurus     |
|  |                |
|  | Gallardosaurus |
|  |                |

|  | Brachauchenius    |
|  |                   |
|  | Kronosaurus       |
|  |                   |
|  | Megacephalosaurus |
|  |                   |

|  | Pliosaurus     |
|  |                |
|  | Gallardosaurus |
|  |                |

|  | Brachauchenius    |
|  |                   |
|  | Kronosaurus       |
|  |                   |
|  | Megacephalosaurus |
|  |                   |

|  | Pliosaurus     |
|  |                |
|  | Gallardosaurus |
|  |                |

|  | Brachauchenius    |
|  |                   |
|  | Kronosaurus       |
|  |                   |
|  | Megacephalosaurus |
|  |                   |

|  | Pliosaurus     |
|  |                |
|  | Gallardosaurus |
|  |                |

|  | Brachauchenius    |
|  |                   |
|  | Kronosaurus       |
|  |                   |
|  | Megacephalosaurus |
|  |                   |

|  | Pliosaurus     |
|  |                |
|  | Gallardosaurus |
|  |                |

|  | Brachauchenius    |
|  |                   |
|  | Kronosaurus       |
|  |                   |
|  | Megacephalosaurus |
|  |                   |

|  | Pliosaurus     |
|  |                |
|  | Gallardosaurus |
|  |                |

|  | Brachauchenius    |
|  |                   |
|  | Kronosaurus       |
|  |                   |
|  | Megacephalosaurus |
|  |                   |

|  | Pliosaurus     |
|  |                |
|  | Gallardosaurus |
|  |                |

|  | Brachauchenius    |
|  |                   |
|  | Kronosaurus       |
|  |                   |
|  | Megacephalosaurus |
|  |                   |

|  | Pliosaurus     |
|  |                |
|  | Gallardosaurus |
|  |                |

|  | Brachauchenius    |
|  |                   |
|  | Kronosaurus       |
|  |                   |
|  | Megacephalosaurus |
|  |                   |

|  | Pliosaurus     |
|  |                |
|  | Gallardosaurus |
|  |                |

|  | Brachauchenius    |
|  |                   |
|  | Kronosaurus       |
|  |                   |
|  | Megacephalosaurus |
|  |                   |

|  | Pliosaurus     |
|  |                |
|  | Gallardosaurus |
|  |                |

|  | Brachauchenius    |
|  |                   |
|  | Kronosaurus       |
|  |                   |
|  | Megacephalosaurus |
|  |                   |

|  | Pliosaurus     |
|  |                |
|  | Gallardosaurus |
|  |                |

|  | Brachauchenius    |
|  |                   |
|  | Kronosaurus       |
|  |                   |
|  | Megacephalosaurus |
|  |                   |

|  | Pliosaurus     |
|  |                |
|  | Gallardosaurus |
|  |                |

|  | Brachauchenius    |
|  |                   |
|  | Kronosaurus       |
|  |                   |
|  | Megacephalosaurus |
|  |                   |

|  | Pliosaurus     |
|  |                |
|  | Gallardosaurus |
|  |                |

|  | Brachauchenius    |
|  |                   |
|  | Kronosaurus       |
|  |                   |
|  | Megacephalosaurus |
|  |                   |

|  | Pliosaurus     |
|  |                |
|  | Gallardosaurus |
|  |                |

|  | Brachauchenius    |
|  |                   |
|  | Kronosaurus       |
|  |                   |
|  | Megacephalosaurus |
|  |                   |

|  | Pliosaurus     |
|  |                |
|  | Gallardosaurus |
|  |                |

|  | Brachauchenius    |
|  |                   |
|  | Kronosaurus       |
|  |                   |
|  | Megacephalosaurus |
|  |                   |

|  | Pliosaurus     |
|  |                |
|  | Gallardosaurus |
|  |                |

|  | Brachauchenius    |
|  |                   |
|  | Kronosaurus       |
|  |                   |
|  | Megacephalosaurus |
|  |                   |

|  | Pliosaurus     |
|  |                |
|  | Gallardosaurus |
|  |                |

|  | Brachauchenius    |
|  |                   |
|  | Kronosaurus       |
|  |                   |
|  | Megacephalosaurus |
|  |                   |

|  | Pliosaurus     |
|  |                |
|  | Gallardosaurus |
|  |                |

|  | Brachauchenius    |
|  |                   |
|  | Kronosaurus       |
|  |                   |
|  | Megacephalosaurus |
|  |                   |

|  | Pliosaurus     |
|  |                |
|  | Gallardosaurus |
|  |                |

|  | Brachauchenius    |
|  |                   |
|  | Kronosaurus       |
|  |                   |
|  | Megacephalosaurus |
|  |                   |

|  | Pliosaurus     |
|  |                |
|  | Gallardosaurus |
|  |                |

|  | Brachauchenius    |
|  |                   |
|  | Kronosaurus       |
|  |                   |
|  | Megacephalosaurus |
|  |                   |

|  | Pliosaurus     |
|  |                |
|  | Gallardosaurus |
|  |                |

|  | Brachauchenius    |
|  |                   |
|  | Kronosaurus       |
|  |                   |
|  | Megacephalosaurus |
|  |                   |

|  | Pliosaurus     |
|  |                |
|  | Gallardosaurus |
|  |                |

|  | Brachauchenius    |
|  |                   |
|  | Kronosaurus       |
|  |                   |
|  | Megacephalosaurus |
|  |                   |

|  | Pliosaurus     |
|  |                |
|  | Gallardosaurus |
|  |                |

|  | Brachauchenius    |
|  |                   |
|  | Kronosaurus       |
|  |                   |
|  | Megacephalosaurus |
|  |                   |

|  | Pliosaurus     |
|  |                |
|  | Gallardosaurus |
|  |                |

|  | Brachauchenius    |
|  |                   |
|  | Kronosaurus       |
|  |                   |
|  | Megacephalosaurus |
|  |                   |

|  | Pliosaurus     |
|  |                |
|  | Gallardosaurus |
|  |                |

|  | Brachauchenius    |
|  |                   |
|  | Kronosaurus       |
|  |                   |
|  | Megacephalosaurus |
|  |                   |

|  | Pliosaurus     |
|  |                |
|  | Gallardosaurus |
|  |                |

|  | Brachauchenius    |
|  |                   |
|  | Kronosaurus       |
|  |                   |
|  | Megacephalosaurus |
|  |                   |

|  | Pliosaurus     |
|  |                |
|  | Gallardosaurus |
|  |                |

|  | Brachauchenius    |
|  |                   |
|  | Kronosaurus       |
|  |                   |
|  | Megacephalosaurus |
|  |                   |

|  | Pliosaurus     |
|  |                |
|  | Gallardosaurus |
|  |                |

|  | Brachauchenius    |
|  |                   |
|  | Kronosaurus       |
|  |                   |
|  | Megacephalosaurus |
|  |                   |

|  | Pliosaurus     |
|  |                |
|  | Gallardosaurus |
|  |                |

|  | Brachauchenius    |
|  |                   |
|  | Kronosaurus       |
|  |                   |
|  | Megacephalosaurus |
|  |                   |

|  | Pliosaurus     |
|  |                |
|  | Gallardosaurus |
|  |                |

|  | Brachauchenius    |
|  |                   |
|  | Kronosaurus       |
|  |                   |
|  | Megacephalosaurus |
|  |                   |

|  | Pliosaurus     |
|  |                |
|  | Gallardosaurus |
|  |                |

|  | Brachauchenius    |
|  |                   |
|  | Kronosaurus       |
|  |                   |
|  | Megacephalosaurus |
|  |                   |

|  | Pliosaurus     |
|  |                |
|  | Gallardosaurus |
|  |                |

|  | Brachauchenius    |
|  |                   |
|  | Kronosaurus       |
|  |                   |
|  | Megacephalosaurus |
|  |                   |

|  | Pliosaurus     |
|  |                |
|  | Gallardosaurus |
|  |                |

|  | Brachauchenius    |
|  |                   |
|  | Kronosaurus       |
|  |                   |
|  | Megacephalosaurus |
|  |                   |

|  | Pliosaurus     |
|  |                |
|  | Gallardosaurus |
|  |                |

|  | Brachauchenius    |
|  |                   |
|  | Kronosaurus       |
|  |                   |
|  | Megacephalosaurus |
|  |                   |

|  | Pliosaurus     |
|  |                |
|  | Gallardosaurus |
|  |                |

|  | Brachauchenius    |
|  |                   |
|  | Kronosaurus       |
|  |                   |
|  | Megacephalosaurus |
|  |                   |

|  | Pliosaurus     |
|  |                |
|  | Gallardosaurus |
|  |                |

|  | Brachauchenius    |
|  |                   |
|  | Kronosaurus       |
|  |                   |
|  | Megacephalosaurus |
|  |                   |

|  | Pliosaurus     |
|  |                |
|  | Gallardosaurus |
|  |                |

|  | Brachauchenius    |
|  |                   |
|  | Kronosaurus       |
|  |                   |
|  | Megacephalosaurus |
|  |                   |

|  | Pliosaurus     |
|  |                |
|  | Gallardosaurus |
|  |                |

|  | Brachauchenius    |
|  |                   |
|  | Kronosaurus       |
|  |                   |
|  | Megacephalosaurus |
|  |                   |

|  | Pliosaurus     |
|  |                |
|  | Gallardosaurus |
|  |                |

|  | Brachauchenius    |
|  |                   |
|  | Kronosaurus       |
|  |                   |
|  | Megacephalosaurus |
|  |                   |

|  | Pliosaurus     |
|  |                |
|  | Gallardosaurus |
|  |                |

|  | Brachauchenius    |
|  |                   |
|  | Kronosaurus       |
|  |                   |
|  | Megacephalosaurus |
|  |                   |

|  | Pliosaurus     |
|  |                |
|  | Gallardosaurus |
|  |                |

|  | Brachauchenius    |
|  |                   |
|  | Kronosaurus       |
|  |                   |
|  | Megacephalosaurus |
|  |                   |

|  | Pliosaurus     |
|  |                |
|  | Gallardosaurus |
|  |                |

|  | Brachauchenius    |
|  |                   |
|  | Kronosaurus       |
|  |                   |
|  | Megacephalosaurus |
|  |                   |

|  | Pliosaurus     |
|  |                |
|  | Gallardosaurus |
|  |                |

|  | Brachauchenius    |
|  |                   |
|  | Kronosaurus       |
|  |                   |
|  | Megacephalosaurus |
|  |                   |

|  | Pliosaurus     |
|  |                |
|  | Gallardosaurus |
|  |                |

|  | Brachauchenius    |
|  |                   |
|  | Kronosaurus       |
|  |                   |
|  | Megacephalosaurus |
|  |                   |

|  | Pliosaurus     |
|  |                |
|  | Gallardosaurus |
|  |                |

|  | Brachauchenius    |
|  |                   |
|  | Kronosaurus       |
|  |                   |
|  | Megacephalosaurus |
|  |                   |

|  | Pliosaurus     |
|  |                |
|  | Gallardosaurus |
|  |                |

|  | Brachauchenius    |
|  |                   |
|  | Kronosaurus       |
|  |                   |
|  | Megacephalosaurus |
|  |                   |

|  | Pliosaurus     |
|  |                |
|  | Gallardosaurus |
|  |                |

|  | Brachauchenius    |
|  |                   |
|  | Kronosaurus       |
|  |                   |
|  | Megacephalosaurus |
|  |                   |

|  | Pliosaurus     |
|  |                |
|  | Gallardosaurus |
|  |                |

|  | Brachauchenius    |
|  |                   |
|  | Kronosaurus       |
|  |                   |
|  | Megacephalosaurus |
|  |                   |

|  | Pliosaurus     |
|  |                |
|  | Gallardosaurus |
|  |                |

|  | Brachauchenius    |
|  |                   |
|  | Kronosaurus       |
|  |                   |
|  | Megacephalosaurus |
|  |                   |

|  | Pliosaurus     |
|  |                |
|  | Gallardosaurus |
|  |                |

|  | Brachauchenius    |
|  |                   |
|  | Kronosaurus       |
|  |                   |
|  | Megacephalosaurus |
|  |                   |

|  | Pliosaurus     |
|  |                |
|  | Gallardosaurus |
|  |                |

|  | Brachauchenius    |
|  |                   |
|  | Kronosaurus       |
|  |                   |
|  | Megacephalosaurus |
|  |                   |

|  | Pliosaurus     |
|  |                |
|  | Gallardosaurus |
|  |                |

|  | Brachauchenius    |
|  |                   |
|  | Kronosaurus       |
|  |                   |
|  | Megacephalosaurus |
|  |                   |

|  | Pliosaurus     |
|  |                |
|  | Gallardosaurus |
|  |                |

|  | Brachauchenius    |
|  |                   |
|  | Kronosaurus       |
|  |                   |
|  | Megacephalosaurus |
|  |                   |

|  | Pliosaurus     |
|  |                |
|  | Gallardosaurus |
|  |                |

|  | Brachauchenius    |
|  |                   |
|  | Kronosaurus       |
|  |                   |
|  | Megacephalosaurus |
|  |                   |

|  | Pliosaurus     |
|  |                |
|  | Gallardosaurus |
|  |                |

|  | Brachauchenius    |
|  |                   |
|  | Kronosaurus       |
|  |                   |
|  | Megacephalosaurus |
|  |                   |

|  | Pliosaurus     |
|  |                |
|  | Gallardosaurus |
|  |                |

|  | Brachauchenius    |
|  |                   |
|  | Kronosaurus       |
|  |                   |
|  | Megacephalosaurus |
|  |                   |

|  | Pliosaurus     |
|  |                |
|  | Gallardosaurus |
|  |                |

|  | Brachauchenius    |
|  |                   |
|  | Kronosaurus       |
|  |                   |
|  | Megacephalosaurus |
|  |                   |

|  | Pliosaurus     |
|  |                |
|  | Gallardosaurus |
|  |                |

|  | Brachauchenius    |
|  |                   |
|  | Kronosaurus       |
|  |                   |
|  | Megacephalosaurus |
|  |                   |

|  | Pliosaurus     |
|  |                |
|  | Gallardosaurus |
|  |                |

|  | Brachauchenius    |
|  |                   |
|  | Kronosaurus       |
|  |                   |
|  | Megacephalosaurus |
|  |                   |

|  | Pliosaurus     |
|  |                |
|  | Gallardosaurus |
|  |                |

|  | Brachauchenius    |
|  |                   |
|  | Kronosaurus       |
|  |                   |
|  | Megacephalosaurus |
|  |                   |

|  | Pliosaurus     |
|  |                |
|  | Gallardosaurus |
|  |                |

|  | Brachauchenius    |
|  |                   |
|  | Kronosaurus       |
|  |                   |
|  | Megacephalosaurus |
|  |                   |

|  | Pliosaurus     |
|  |                |
|  | Gallardosaurus |
|  |                |

|  | Brachauchenius    |
|  |                   |
|  | Kronosaurus       |
|  |                   |
|  | Megacephalosaurus |
|  |                   |

|  | Pliosaurus     |
|  |                |
|  | Gallardosaurus |
|  |                |

|  | Brachauchenius    |
|  |                   |
|  | Kronosaurus       |
|  |                   |
|  | Megacephalosaurus |
|  |                   |

|  | Pliosaurus     |
|  |                |
|  | Gallardosaurus |
|  |                |

|  | Brachauchenius    |
|  |                   |
|  | Kronosaurus       |
|  |                   |
|  | Megacephalosaurus |
|  |                   |

|  | Pliosaurus     |
|  |                |
|  | Gallardosaurus |
|  |                |

|  | Brachauchenius    |
|  |                   |
|  | Kronosaurus       |
|  |                   |
|  | Megacephalosaurus |
|  |                   |

|  | Pliosaurus     |
|  |                |
|  | Gallardosaurus |
|  |                |

|  | Brachauchenius    |
|  |                   |
|  | Kronosaurus       |
|  |                   |
|  | Megacephalosaurus |
|  |                   |

|  | Pliosaurus     |
|  |                |
|  | Gallardosaurus |
|  |                |

|  | Brachauchenius    |
|  |                   |
|  | Kronosaurus       |
|  |                   |
|  | Megacephalosaurus |
|  |                   |

|  | Pliosaurus     |
|  |                |
|  | Gallardosaurus |
|  |                |

|  | Brachauchenius    |
|  |                   |
|  | Kronosaurus       |
|  |                   |
|  | Megacephalosaurus |
|  |                   |

|  | Pliosaurus     |
|  |                |
|  | Gallardosaurus |
|  |                |

|  | Brachauchenius    |
|  |                   |
|  | Kronosaurus       |
|  |                   |
|  | Megacephalosaurus |
|  |                   |

|  | Pliosaurus     |
|  |                |
|  | Gallardosaurus |
|  |                |

|  | Brachauchenius    |
|  |                   |
|  | Kronosaurus       |
|  |                   |
|  | Megacephalosaurus |
|  |                   |

|  | Pliosaurus     |
|  |                |
|  | Gallardosaurus |
|  |                |

|  | Brachauchenius    |
|  |                   |
|  | Kronosaurus       |
|  |                   |
|  | Megacephalosaurus |
|  |                   |

|  | Pliosaurus     |
|  |                |
|  | Gallardosaurus |
|  |                |

|  | Brachauchenius    |
|  |                   |
|  | Kronosaurus       |
|  |                   |
|  | Megacephalosaurus |
|  |                   |

|  | Pliosaurus     |
|  |                |
|  | Gallardosaurus |
|  |                |

|  | Brachauchenius    |
|  |                   |
|  | Kronosaurus       |
|  |                   |
|  | Megacephalosaurus |
|  |                   |

|  | Pliosaurus     |
|  |                |
|  | Gallardosaurus |
|  |                |

|  | Brachauchenius    |
|  |                   |
|  | Kronosaurus       |
|  |                   |
|  | Megacephalosaurus |
|  |                   |

|  | Pliosaurus     |
|  |                |
|  | Gallardosaurus |
|  |                |

|  | Brachauchenius    |
|  |                   |
|  | Kronosaurus       |
|  |                   |
|  | Megacephalosaurus |
|  |                   |

|  | Pliosaurus     |
|  |                |
|  | Gallardosaurus |
|  |                |

|  | Brachauchenius    |
|  |                   |
|  | Kronosaurus       |
|  |                   |
|  | Megacephalosaurus |
|  |                   |

|  | Pliosaurus     |
|  |                |
|  | Gallardosaurus |
|  |                |

|  | Brachauchenius    |
|  |                   |
|  | Kronosaurus       |
|  |                   |
|  | Megacephalosaurus |
|  |                   |

|  | Pliosaurus     |
|  |                |
|  | Gallardosaurus |
|  |                |

|  | Brachauchenius    |
|  |                   |
|  | Kronosaurus       |
|  |                   |
|  | Megacephalosaurus |
|  |                   |

|  | Pliosaurus     |
|  |                |
|  | Gallardosaurus |
|  |                |

|  | Brachauchenius    |
|  |                   |
|  | Kronosaurus       |
|  |                   |
|  | Megacephalosaurus |
|  |                   |

|  | Pliosaurus     |
|  |                |
|  | Gallardosaurus |
|  |                |

|  | Brachauchenius    |
|  |                   |
|  | Kronosaurus       |
|  |                   |
|  | Megacephalosaurus |
|  |                   |

|  | Pliosaurus     |
|  |                |
|  | Gallardosaurus |
|  |                |

|  | Brachauchenius    |
|  |                   |
|  | Kronosaurus       |
|  |                   |
|  | Megacephalosaurus |
|  |                   |

|  | Pliosaurus     |
|  |                |
|  | Gallardosaurus |
|  |                |

|  | Brachauchenius    |
|  |                   |
|  | Kronosaurus       |
|  |                   |
|  | Megacephalosaurus |
|  |                   |

|  | Pliosaurus     |
|  |                |
|  | Gallardosaurus |
|  |                |

|  | Brachauchenius    |
|  |                   |
|  | Kronosaurus       |
|  |                   |
|  | Megacephalosaurus |
|  |                   |

|  | Pliosaurus     |
|  |                |
|  | Gallardosaurus |
|  |                |

|  | Brachauchenius    |
|  |                   |
|  | Kronosaurus       |
|  |                   |
|  | Megacephalosaurus |
|  |                   |

|  | Pliosaurus     |
|  |                |
|  | Gallardosaurus |
|  |                |

|  | Brachauchenius    |
|  |                   |
|  | Kronosaurus       |
|  |                   |
|  | Megacephalosaurus |
|  |                   |

|  | Pliosaurus     |
|  |                |
|  | Gallardosaurus |
|  |                |

|  | Brachauchenius    |
|  |                   |
|  | Kronosaurus       |
|  |                   |
|  | Megacephalosaurus |
|  |                   |

|  | Pliosaurus     |
|  |                |
|  | Gallardosaurus |
|  |                |

|  | Brachauchenius    |
|  |                   |
|  | Kronosaurus       |
|  |                   |
|  | Megacephalosaurus |
|  |                   |

|  | Pliosaurus     |
|  |                |
|  | Gallardosaurus |
|  |                |

|  | Brachauchenius    |
|  |                   |
|  | Kronosaurus       |
|  |                   |
|  | Megacephalosaurus |
|  |                   |

|  | Pliosaurus     |
|  |                |
|  | Gallardosaurus |
|  |                |

|  | Brachauchenius    |
|  |                   |
|  | Kronosaurus       |
|  |                   |
|  | Megacephalosaurus |
|  |                   |

|  | Pliosaurus     |
|  |                |
|  | Gallardosaurus |
|  |                |

|  | Brachauchenius    |
|  |                   |
|  | Kronosaurus       |
|  |                   |
|  | Megacephalosaurus |
|  |                   |

|  | Pliosaurus     |
|  |                |
|  | Gallardosaurus |
|  |                |

|  | Brachauchenius    |
|  |                   |
|  | Kronosaurus       |
|  |                   |
|  | Megacephalosaurus |
|  |                   |

|  | Pliosaurus     |
|  |                |
|  | Gallardosaurus |
|  |                |

|  | Brachauchenius    |
|  |                   |
|  | Kronosaurus       |
|  |                   |
|  | Megacephalosaurus |
|  |                   |

|  | Pliosaurus     |
|  |                |
|  | Gallardosaurus |
|  |                |

|  | Brachauchenius    |
|  |                   |
|  | Kronosaurus       |
|  |                   |
|  | Megacephalosaurus |
|  |                   |

|  | Pliosaurus     |
|  |                |
|  | Gallardosaurus |
|  |                |

|  | Brachauchenius    |
|  |                   |
|  | Kronosaurus       |
|  |                   |
|  | Megacephalosaurus |
|  |                   |

|  | Pliosaurus     |
|  |                |
|  | Gallardosaurus |
|  |                |

|  | Brachauchenius    |
|  |                   |
|  | Kronosaurus       |
|  |                   |
|  | Megacephalosaurus |
|  |                   |

|  | Pliosaurus     |
|  |                |
|  | Gallardosaurus |
|  |                |

|  | Brachauchenius    |
|  |                   |
|  | Kronosaurus       |
|  |                   |
|  | Megacephalosaurus |
|  |                   |

|  | Pliosaurus     |
|  |                |
|  | Gallardosaurus |
|  |                |

|  | Brachauchenius    |
|  |                   |
|  | Kronosaurus       |
|  |                   |
|  | Megacephalosaurus |
|  |                   |

|  | Pliosaurus     |
|  |                |
|  | Gallardosaurus |
|  |                |

|  | Brachauchenius    |
|  |                   |
|  | Kronosaurus       |
|  |                   |
|  | Megacephalosaurus |
|  |                   |

|  | Pliosaurus     |
|  |                |
|  | Gallardosaurus |
|  |                |

|  | Brachauchenius    |
|  |                   |
|  | Kronosaurus       |
|  |                   |
|  | Megacephalosaurus |
|  |                   |

|  | Pliosaurus     |
|  |                |
|  | Gallardosaurus |
|  |                |

|  | Brachauchenius    |
|  |                   |
|  | Kronosaurus       |
|  |                   |
|  | Megacephalosaurus |
|  |                   |

|  | Pliosaurus     |
|  |                |
|  | Gallardosaurus |
|  |                |

|  | Brachauchenius    |
|  |                   |
|  | Kronosaurus       |
|  |                   |
|  | Megacephalosaurus |
|  |                   |

|  | Pliosaurus     |
|  |                |
|  | Gallardosaurus |
|  |                |

|  | Brachauchenius    |
|  |                   |
|  | Kronosaurus       |
|  |                   |
|  | Megacephalosaurus |
|  |                   |

|  | Pliosaurus     |
|  |                |
|  | Gallardosaurus |
|  |                |

|  | Brachauchenius    |
|  |                   |
|  | Kronosaurus       |
|  |                   |
|  | Megacephalosaurus |
|  |                   |

|  | Pliosaurus     |
|  |                |
|  | Gallardosaurus |
|  |                |

|  | Brachauchenius    |
|  |                   |
|  | Kronosaurus       |
|  |                   |
|  | Megacephalosaurus |
|  |                   |

|  | Pliosaurus     |
|  |                |
|  | Gallardosaurus |
|  |                |

|  | Brachauchenius    |
|  |                   |
|  | Kronosaurus       |
|  |                   |
|  | Megacephalosaurus |
|  |                   |

|  | Pliosaurus     |
|  |                |
|  | Gallardosaurus |
|  |                |

|  | Brachauchenius    |
|  |                   |
|  | Kronosaurus       |
|  |                   |
|  | Megacephalosaurus |
|  |                   |

|  | Pliosaurus     |
|  |                |
|  | Gallardosaurus |
|  |                |

|  | Brachauchenius    |
|  |                   |
|  | Kronosaurus       |
|  |                   |
|  | Megacephalosaurus |
|  |                   |